# Województwo lubuskie

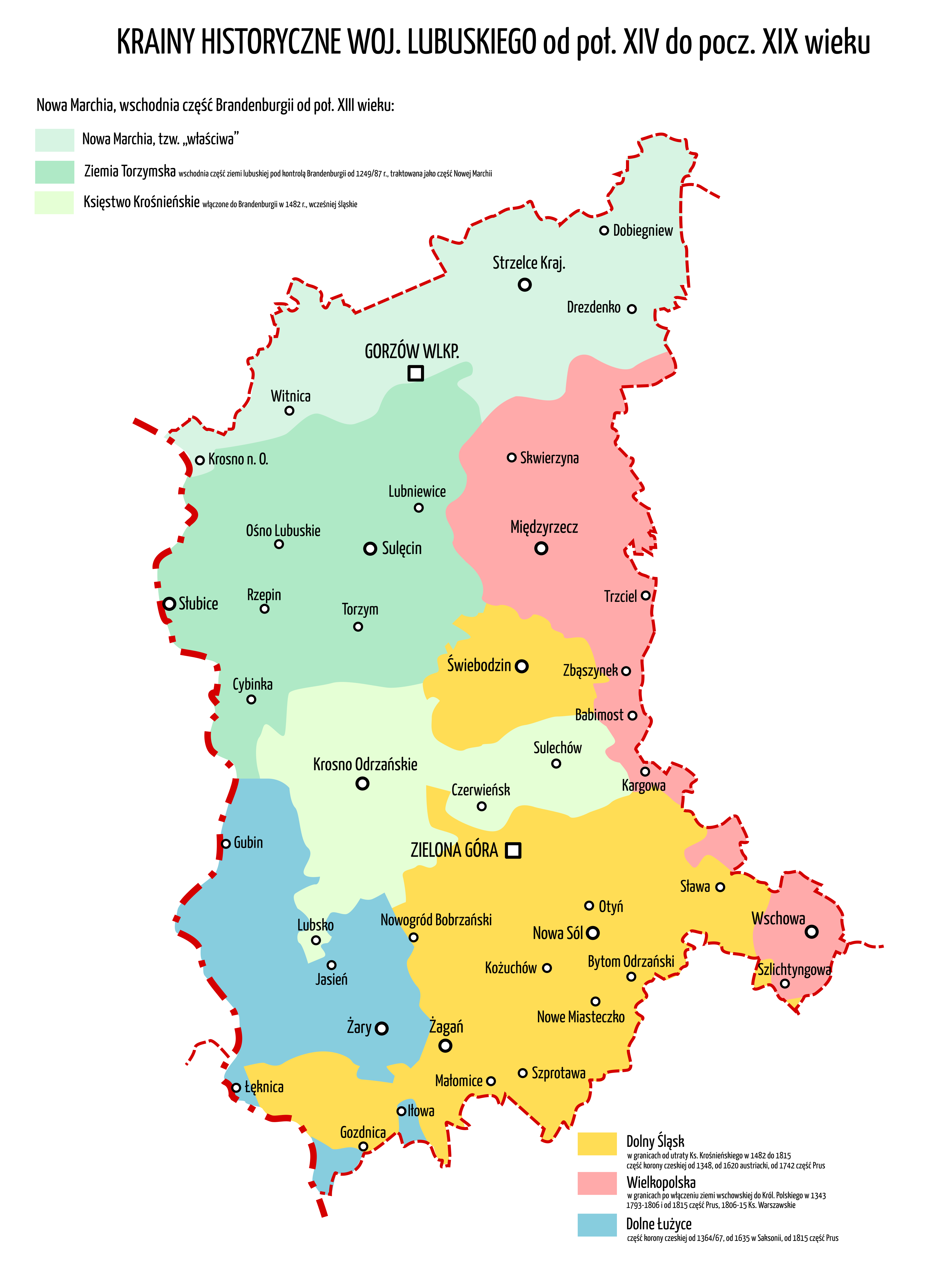
Regiony historyczne na terenie woj. lubuskiego w okresie od XIV do początku XIX wieku

Województwo lubuskie – województwo w zachodniej Polsce, utworzone w 1999 roku – w wyniku reformy administracyjnej – z większości terytoriów dawnych województw: gorzowskiego i zielonogórskiego oraz niewielkiej części leszczyńskiego, a funkcjonujące od 1 stycznia 1999. Siedzibą wojewody jest Gorzów Wielkopolski, zaś władz samorządu województwa – Zielona Góra.
Od północy graniczy z woj. zachodniopomorskim, od wschodu – z woj. wielkopolskim, od południa – z woj. dolnośląskim, a od zachodu – z Niemcami. Według danych na 31 grudnia 2018, obejmuje obszar o powierzchni 13 987,93 km², a jego populacja wynosi poniżej 1 mln mieszkańców według danych z 30 czerwca 2023 (co czyni je drugim po województwie opolskim najmniej liczebnym województwem w Polsce). Posiada największą lesistość w kraju.
Nazwa województwa wywodzi się od krainy historycznej – ziemi lubuskiej. W skład województwa wchodzą ziemie czterech krain historycznych – ziemi lubuskiej, Dolnego Śląska, Wielkopolski i Łużyc Dolnych. Pomimo nazwy nie zawiera Lubusza, znajdującego się na terytorium Niemiec.

## Historia

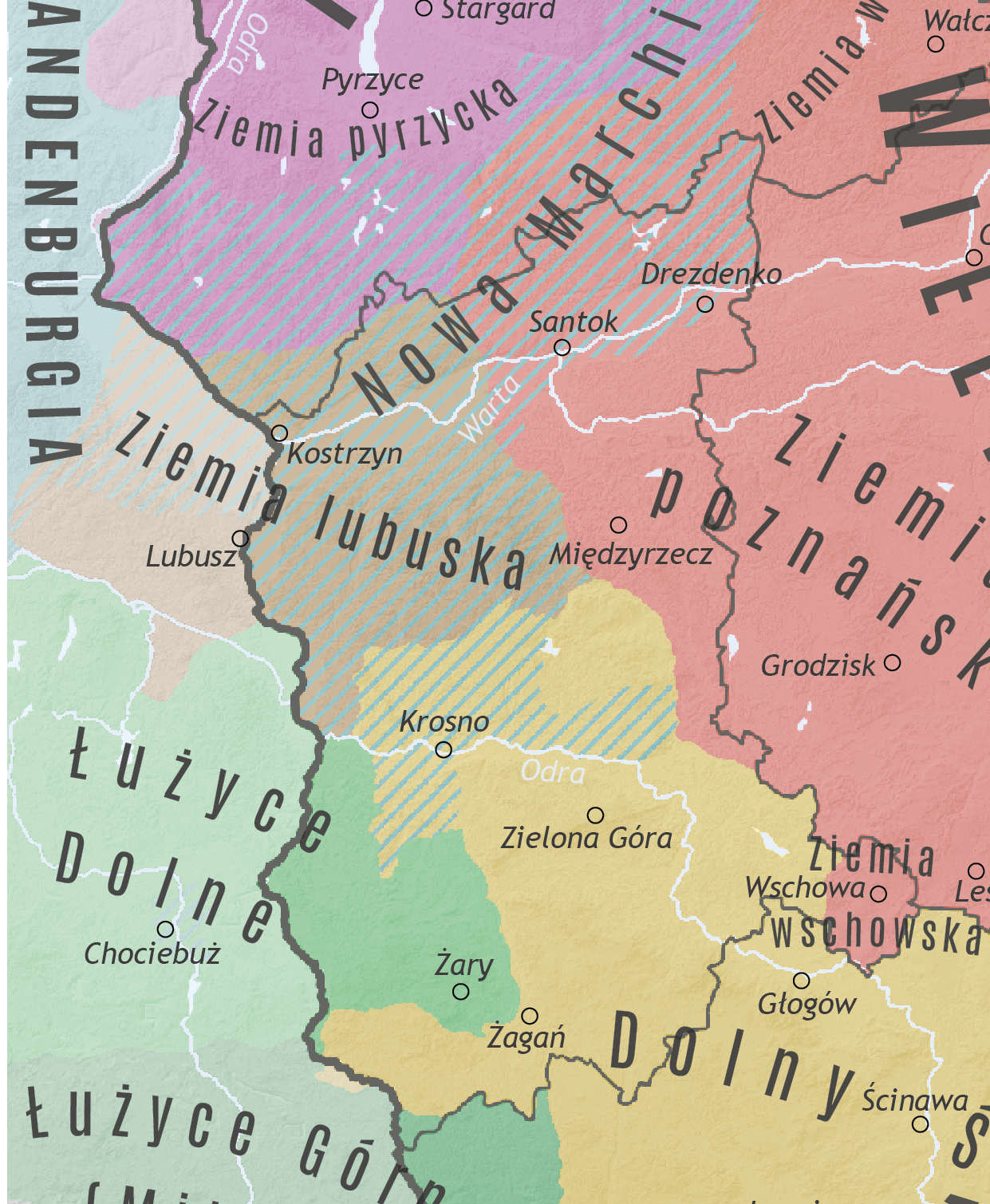
Krainy historyczne w województwie lubuskim na tle współczesnych granic administracyjnych

### 1945–1998
6 lipca 1950, w wyniku reformy administracyjnej, z zachodniej części województwa poznańskiego i fragmentu województwa wrocławskiego utworzono województwo zielonogórskie, pokrywające się w przybliżeniu z granicami obecnego woj. lubuskiego (w jego skład weszły historyczne ziemie Dolnego Śląska, Dolnych Łużyc, zachodniej Wielkopolski i wschodniej części ziemi lubuskiej). Reforma administracyjna z 1975 doprowadziła do podziału dawnego województwa zielonogórskiego na województwo gorzowskie i nowe województwo zielonogórskie, które istniały do 31 grudnia 1998.

### Reforma z 1998
Według pierwotnego projektu reformy prof. Kuleszy dawne województwa gorzowskie i zielonogórskie miały zostać podzielone między województwo zachodniopomorskie (Gorzów Wlkp.), dolnośląskie (Zielona Góra) oraz wielkopolskie. Spotkało się to ze sprzeciwem ze strony dotychczasowych władz regionalnych, które w reakcji zaczęły opracowywać dokumenty uzasadniające dalsze istnienie województwa gorzowskiego oraz zielonogórskiego, przy czym w przypadku Zielonej Góry zadaniem tym zajął się tzw. zespół ds. argumentów, powołany przez wojewodę Mariana Miłka, natomiast w Gorzowie Wielkopolskim obroną koncepcji 25 województw z gorzowskim włącznie zajmowało się Gorzowskie Stowarzyszenie Regionalne.
10 lutego 1998 roku doszło do spotkania 17 przedstawicieli województwa gorzowskiego i 14 reprezentantów województwa zielonogórskiego w międzyrzeckim ratuszu, mającego na celu omówienie możliwej współpracy między obiema stronami w zakresie obrony swoich jednostek. W toku zebrania zaczęto przedyskutowywać kształt przyszłego wspólnego województwa, chociaż większość przedstawicieli strony gorzowskiej preferowała wizję posiadania osobnego województwa gorzowskiego (w przypadku zielonogórzan panowała jednomyślność odnośnie powołania wspólnego województwa). Na tym też spotkaniu po raz pierwszy na poważnie zaczęto omawiać propozycję podziału kompetencji, polegający na umiejscowieniu urzędu wojewódzkiego w Gorzowie, a sejmiku z urzędem marszałkowskim w Zielonej Górze (wcześniej podobne koncepty prezentował już heraldyk Wojciech Strzyżewski na łamach Gazety Lubuskiej 2 stycznia tego samego roku). Spotkanie to nazwane zostało później porozumieniem międzyrzeckim.

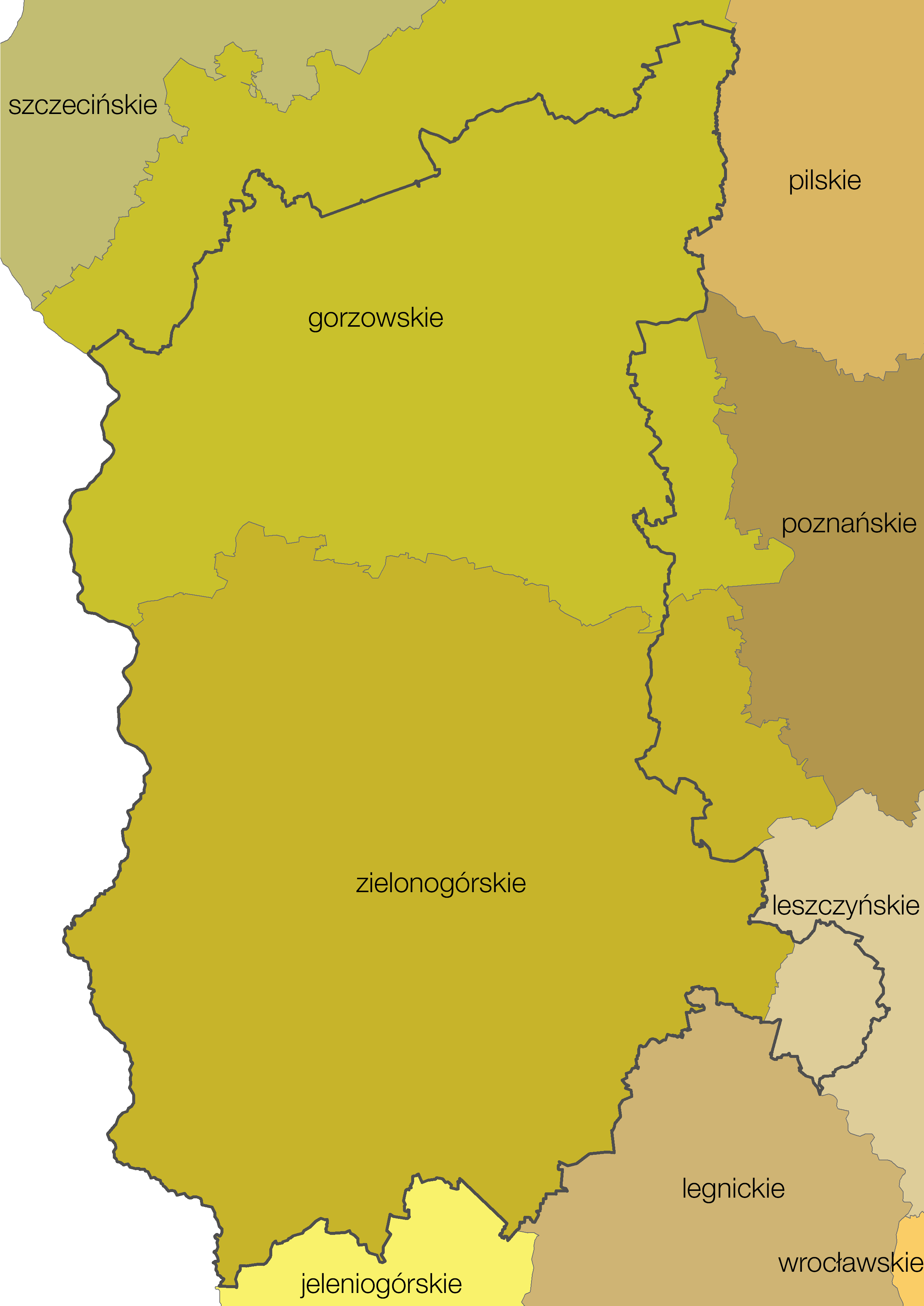
Województwa z lat 1975–1998 z granicą obecnego województwa lubuskiego

4 marca 1998 (według innych źródeł 25 lutego 1998 roku) założone zostało Stowarzyszenie na rzecz Promocji i Powołania Województwa Lubuskiego, którego celem również było przekonanie władz warszawskich co do idei stworzenia samodzielnego województwa w środkowo-zachodniej Polsce, a także promowanie wydarzeń, do jakich dochodzi w regionie. Organizacja ta liczyła 167 członków, a jej prezesem została Stanisława Czereda, ówczesna przewodnicząca sejmiku zielonogórskiego.
Drugim kluczowym zebraniem lokalnych polityków było spotkanie 18 regionalnych parlamentarzystów w Paradyżu (dzisiejszym Gościkowie), które zwieńczone zostało podpisaniem 13 marca 1998 roku tzw. ugody paradyskiej, zwanej też porozumieniem paradyskim lub ugodą zielonogórsko-gorzowską. Ugoda ta była ponadpartyjnym wyrazem poparcia dla idei powstania województwa lubuskiego, opartym na takich argumentach jak potencjał gospodarczy regionu, jego infrastrukturalna spójność, poczucie tożsamości regionalnej oraz zdolność obydwu przyszłych stolic województwa do podziału zadań i współpracy.
22 kwietnia około 1100 mieszkańców zaangażowanych w obronę województwa pojechało do Warszawy, gdzie wespół ze zwolennikami utworzenia województwa środkowopomorskiego i staropolskiego przemaszerowali od Torwaru przez ulicę Wiejską pod gmach Sejmu, spotkali się z posłami i senatorami ze swoich regionów oraz wręczyli ówczesnemu marszałkowi sejmu Maciejowi Płażyńskiemu petycję sprzeciwiającą się nieuwzględnieniu ich województw. Dodatkowo reprezentacja lubuska wręczyła marszałkowi uchwały lokalnych samorządów, potwierdzające chęć utworzenia województwa lubuskiego, a także zaproszenie na Winobranie i małą butelkę porzeczkowego wina, taką samą, jakie były wcześniej rozdawane warszawiakom przez towarzyszące lubuskiej grupie bachanatki towarzyszące Bachusowi (w jego rolę wcielał się student Politechniki Zielonogórskiej Maciej Krajniak). Potem wszystkie reprezentacyjne grupy razem przemaszerowały na Plac Zamkowy, gdzie urządziły muzyczno-taneczne widowisko. Spośród krajowych polityków w akcję zaangażowani byli m.in. posłowie Andrzej Brachmański i Maciej Jankowski, a głośnego poparcia przed gmachem Sejmu udzielał m.in. poseł Edward Daszkiewicz.
Trzecim ważnym spotkaniem lubuskich samorządowców była bezprecedensowa wspólna sesja sejmików województw gorzowskiego i zielonogórskiego, która odbyła się 24 kwietnia w świebodzińskim domu kultury. Trwała 4 godziny i zakończyła się wspólną uchwałą, nazwaną świebodzińską, potwierdzającą wolę stworzenia wspólnego województwa z dwiema stolicami, gdzie urząd wojewody znajdować się będzie w Gorzowie Wielkopolskim, a marszałek samorządu i zarząd województwa w Zielonej Górze. Na sali obecni byli obydwaj ówcześni wojewodowie.
31 maja 1998 roku, w reakcji na nagłe oświadczenie sejmowych komisji administracji i samorządu terytorialnego o pozostaniu przy koncepcji utworzenia wyłącznie 12 województw, Stowarzyszenie na rzecz Promocji i Powołania Województwa Lubuskiego, z pomocą swoich członków oraz chętnej młodzieży, zorganizowało blokadę międzynarodowej drogi Poznań-Świecko, przejścia granicznego Gubin-Guben oraz drogi pod Świebodzinem. W trakcie protestu demonstranci mieli ze sobą transparenty z takimi hasłami jak „Rząd dzieli nas jak koloniści Afrykę”, „Unia Wolności za bardzo się gości”, „AWS anty-Lubuski jest”, „Pytamy Buzka, gdzie Ziemia Lubuska?” czy „Ziemia Lubuska pozdrawia premiera Buzka”. Dodatkowo do 2 czerwca udało się zebrać od 110 do 120 tysięcy podpisów pod projektem ustawy obywatelskiej Stowarzyszenia, będącym dowodem na masowość poparcia dla powołania województwa (był to pierwszy dokument obywatelski w III RP, któremu udało się przekroczyć wymagany próg 100 tysięcy podpisów).
Ostatecznie rząd okazał się niezdolny do przeprowadzenia swego projektu (w wyniku zawetowania ustawy przez prezydenta) i konieczne stało się utworzenie kolejnych województw, w tym lubuskiego. Jego nazwa pochodzi od historycznej miejscowości Lubusz (obecnie: Lebus w Niemczech), będącej administracyjnym i kulturalnym centrum ziemi lubuskiej w średniowieczu, w tym siedzibą diecezji lubuskiej. Sami Niemcy zaś nazywają ziemię lubuską Lebuser Land lub Neumark (Nowa Marchia), albo rzadziej Ostbrandenburg (Wschodnia Brandenburgia).
20 listopada 1998 roku pierwszy marszałek województwa lubuskiego, Andrzej Bocheński, otrzymał w Pałacu Belwederskim akt założycielski województwa lubuskiego z rąk prezydenta Kwaśniewskiego, podpisany tego samego dnia.

## Geografia

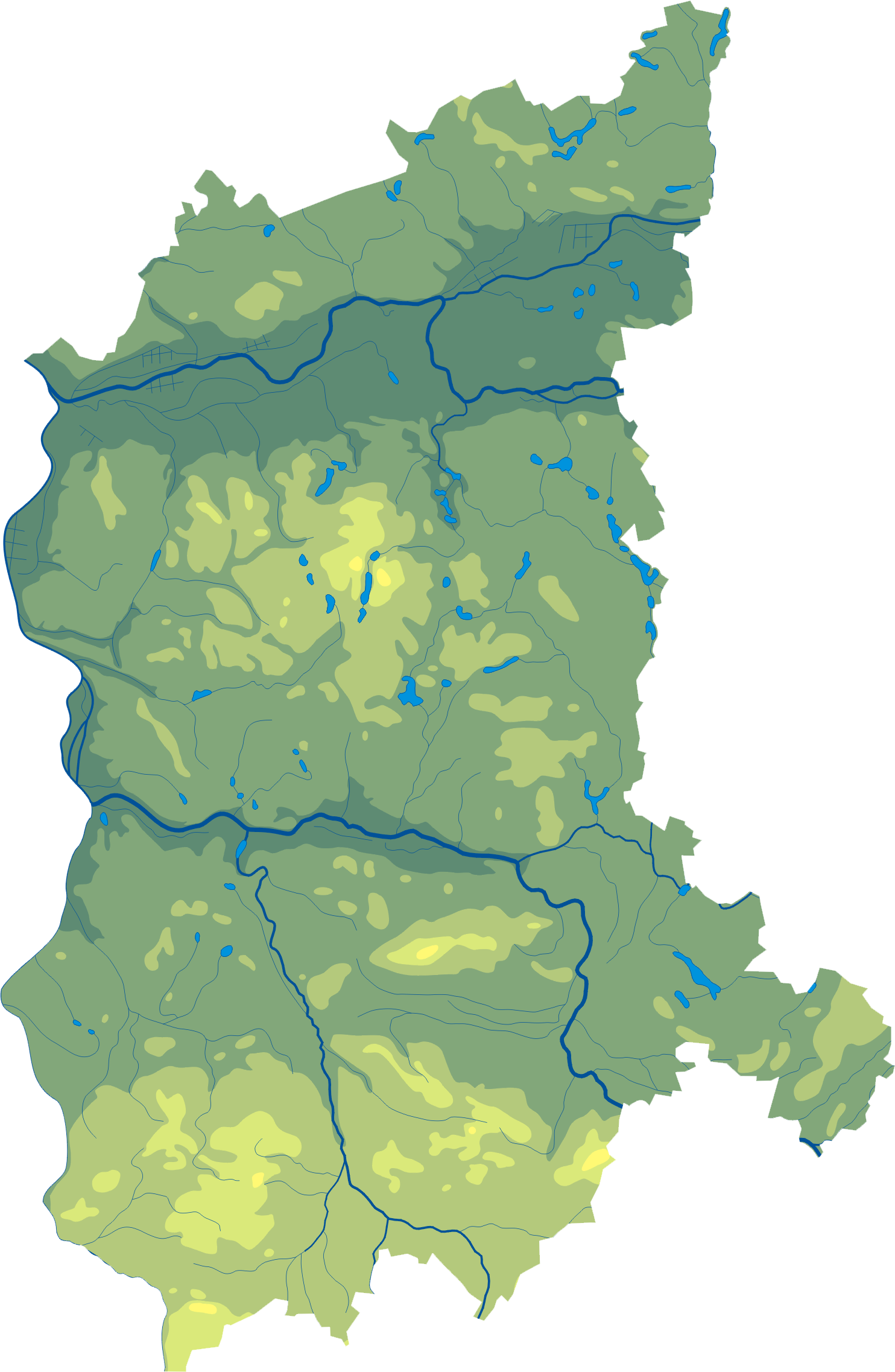
Mapa fizyczna obszaru województwa

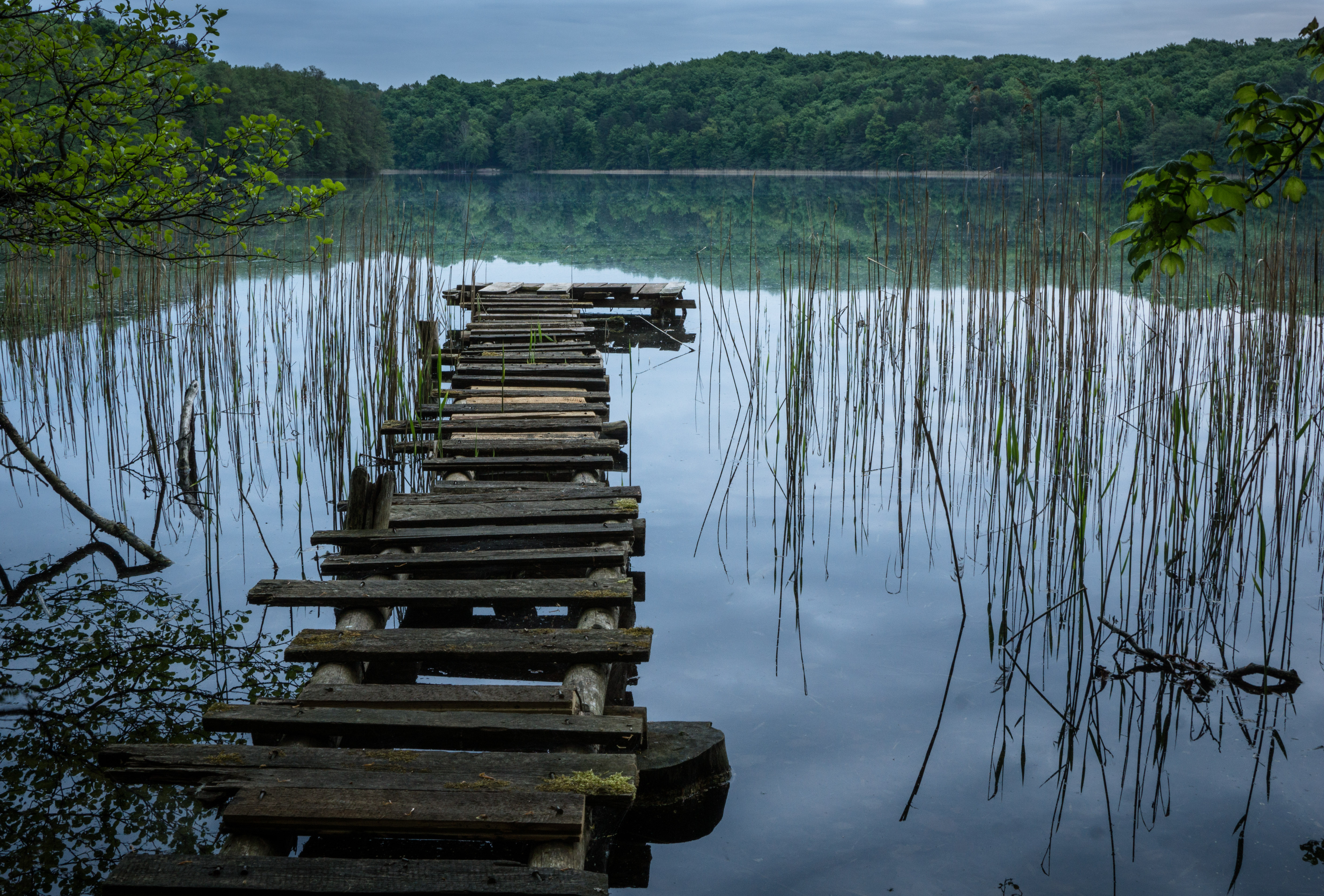
Jezioro Trześniowskie na Pojezierzu Łagowskim

Według danych z 1 stycznia 2017 powierzchnia województwa wynosiła 13 987,93 km², co stanowi 4,5% powierzchni Polski.
Lesistość województwa wynosi ponad 49%. Według danych z 31 grudnia 2021 w woj. lubuskim lasy obejmowały powierzchnię 690,2 tys. ha, co stanowiło 49,3% jego powierzchni. Najwyższym wskaźnikiem lesistości charakteryzowały się powiaty: krośnieński (60,2%), sulęciński (55,5%) oraz żarski (54,0%), natomiast najniższym: miasto Gorzów Wlkp. (4,4%) oraz powiaty: nowosolski (39,2%) i wschowski (39,3%). 4,6 tys. ha lasów znajdowało się w obrębie parków narodowych.

### Położenie administracyjne
Województwo jest położone w zachodniej Polsce i graniczy z:
- Niemcami (z krajami związkowymi  Brandenburgią i  Saksonią) na długości 195,6 km na zachodzie

oraz z województwami:
- dolnośląskim – na długości 224,4 km na południu
- wielkopolskim – na długości 278,3 km na wschodzie
- zachodniopomorskim – na długości 206,2 km na północy

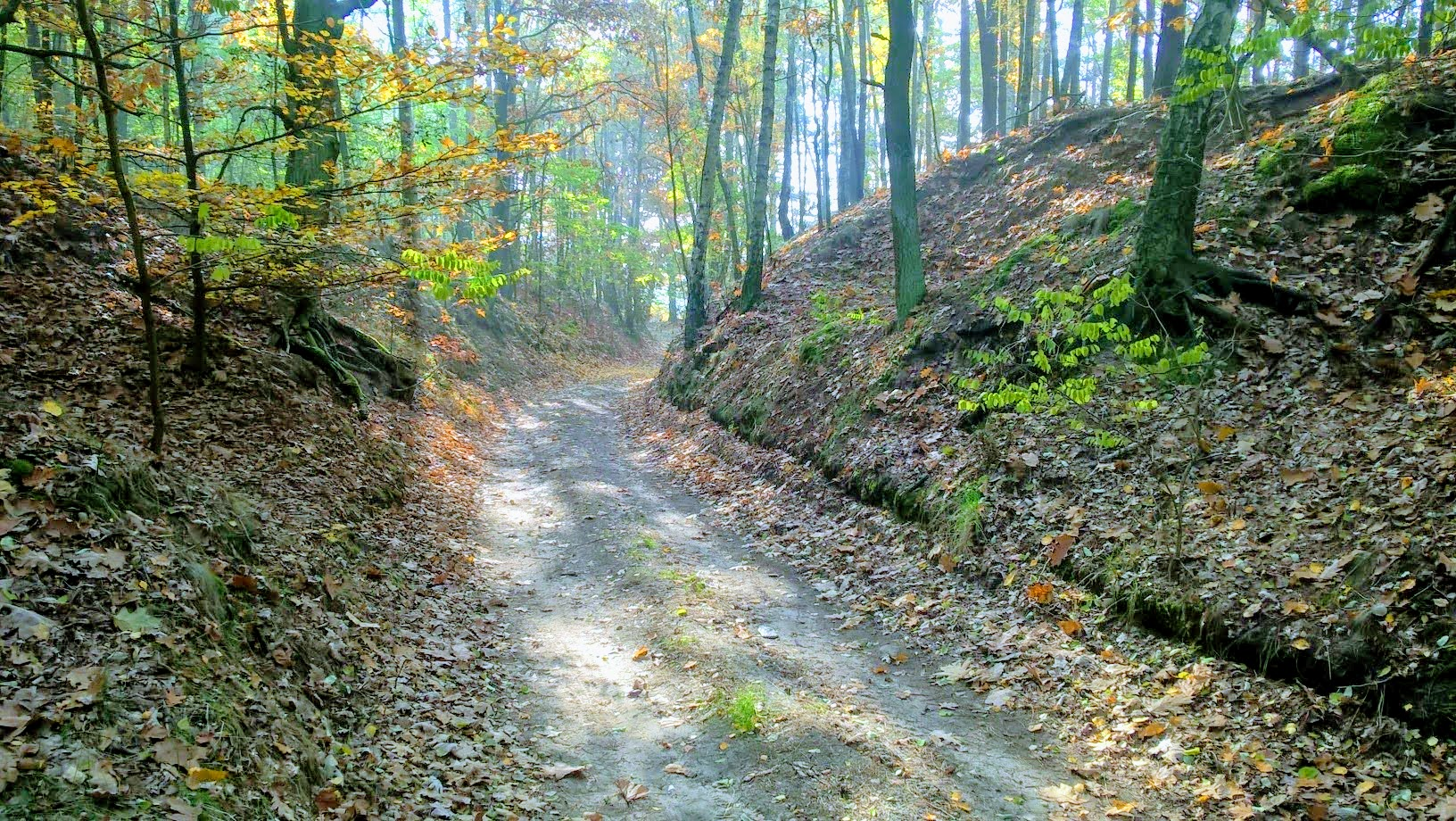
Wąwozy Wiechlicko-Cieciszowskie w gminie Szprotawa

### Położenie fizycznogeograficzne
Charakterystyczny dla krajobrazu województwa jest układ naprzemianległych obniżeń pradolin i pasów wysoczyznowych wytworzony w wyniku ostatniego zlodowacenia. Jego zasięg wyznacza linia biegnąca przez Gubin, Lubsko, Zieloną Górę i Sławę. Obszary położone na południe od tej linii zostały ukształtowane podczas zlodowacenia środkowoeuropejskiego, które spowodowało dość dużą różnorodność krajobrazu.
Na północy Kotlina Gorzowska graniczy z Równiną Gorzowską, Pojezierzem Dobiegniewskiem, Równiną Drawską, Pojezierzem Wałeckim, od południa z Pojezierzem: Łagowskim i Poznańskim, od wschodu z Pojezierzem Chodzieskim, a na zachodzie łączy się z Kotliną Freienwaldzką. Długość Kotliny Gorzowskiej wynosi 120 km, szerokość do 35 km, powierzchnia obejmuje 3740 km².
W jej skład wchodzą 4 subregiony:
- Dolina Dolnej Noteci,
- Obornicka Dolina Warty,
- Dolina Dolnej Warty,
- Międzyrzecze Warty i Noteci.

### Topografia
W wymiarze północ-południe województwo rozciąga się na długości 195 km, to jest 1°45′38″. W wymiarze wschód-zachód rozpiętość województwa wynosi 128 km, co w mierze kątowej daje 1°52′57″.
Współrzędne geograficzne skrajnych punktów:
- północny: 53°07′26″ szer. geogr. N – pn. narożnik działki ewidencyjnej nr 352 (powiat strzelecko-drezdenecki),
- południowy: 51°21′48″ szer. geogr. N – pd.-wsch. narożnik działki ewidencyjnej nr 259 (powiat żarski),
- zachodni: 14°32′03″ dług. geogr. E – łuk Odry pomiędzy słupkami granicznymi nr 499 a nr 500 (powiat słubicki),
- wschodni: 16°25′00″ dług. geogr. E – pd.-wsch. narożnik działki ewidencyjnej nr 116 (powiat wschowski).

Ukształtowanie powierzchni ma charakter wybitnie nizinny.
Najwyższym punktem jest wierzchołek Gołębiej (pot. Góry Żarskiej) – 226,9 m n.p.m. w pasie Wzniesień Żarskich. Niewiele niższy jest położony w okolicach Łagowa Lubuskiego Bukowiec – 225,4 m n.p.m.
Największe jeziora położone w województwie to Jezioro Sławskie, Osiek, Niesłysz, Ostrowite, Jezioro Lubikowskie oraz Lubniewsko.

## Podział administracyjny
Województwo lubuskie jest podzielone na 12 powiatów i 2 miasta na prawach powiatu. Na jego terenie funkcjonują 82 gminy: 9 gmin miejskich (w tym dwie tożsame z miastami na prawach powiatu), 35 gmin miejsko-wiejskich i 38 gmin wiejskich. W czterech przypadkach (Gubin, Nowa Sól, Żagań, Żary) istnieją zarówno gminy miejskie: GM Gubin, GM Nowa Sól, GM Żagań, GM Żary, jak i wiejskie (obwarzankowe): GW Gubin, GW Nowa Sól, GW Żagań, GW Żary. W województwie lubuskim są 44 miejscowości, posiadające status miasta (nadane prawa miejskie).
Największym powiatem województwa jest powiat żarski, którego powierzchnia wynosi 1392,78 km², a najmniejszym powiat wschowski 624,20 km². Największą gminą województwa jest gmina Drezdenko 399,91 km², a najmniejszą gmina miejska Łęknica 16,43 km².
Wyłączając miasta na prawie powiatu (Gorzów Wielkopolski, Zielona Góra) według danych z 30 czerwca 2023 powiatem o największej liczbie mieszkańców jest powiat żarski – 91,5 tys. osób, a powiatem o najmniejszej liczbie mieszkańców jest powiat sulęciński – 33,6 tys. osób. Wyłączając miasta na prawach powiatu, gminą o największej liczbie mieszkańców jest gmina miejska Nowa Sól – 36,1 tys. osób, a gminą o najmniejszej liczbie mieszkańców jest gmina Wymiarki – 2105 osób.
| Herb | Flaga | Powiat / miasto na prawach powiatu | Powierzchnia [km²] | Ludność (30 czerwca 2023) | Gęstość zaludnienia | Lokata w Polsce według powierzchni | Lokata w Polsce według ludności | Wydatki budżetu 2012 [mln zł] | Dochody budżetu 2012 [mln zł] | Zadłużenie samorządu względem dochodów 2012 [%] | Przeciętna stopa bezrobocia (30 czerwca 2014) |
| ---- | ----- | ---------------------------------- | ------------------ | ------------------------- | ------------------- | ---------------------------------- | ------------------------------- | ----------------------------- | ----------------------------- | ----------------------------------------------- | --------------------------------------------- |
|      |       | powiat gorzowski                   | 1214,23            | 73.636                    | 61                  | 84                                 | 169                             | 46,8                          | 50,1                          | 55,8%                                           | 10,7%                                         |
|      |       | powiat krośnieński                 | 1391,25            | 52.913                    | 38                  | 51                                 | 219                             | 50,6                          | 54,0                          | 34,0%                                           | 20,9%                                         |
|      |       | powiat międzyrzecki                | 1387,61            | 55.126                    | 40                  | 52                                 | 205                             | 53,5                          | 54,2                          | 17,3%                                           | 20,8%                                         |
|      |       | powiat nowosolski                  | 770,73             | 82.468                    | 107                 | 192                                | 109                             | 74,3                          | 76,9                          | 38,2%                                           | 21,9%                                         |
|      |       | powiat słubicki                    | 999,29             | 45.846                    | 46                  | 129                                | 260                             | 40,1                          | 40,5                          | 58,1%                                           | 10,8%                                         |
|      |       | powiat strzelecko-drezdenecki      | 1247,86            | 46.825                    | 38                  | 75                                 | 244                             | 39,2                          | 40,8                          | 43,6%                                           | 22,8%                                         |
|      |       | powiat sulęciński                  | 1177,80            | 33.630                    | 29                  | 90                                 | 302                             | 36,4                          | 35,4                          | 54,7%                                           | 14,3%                                         |
|      |       | powiat świebodziński               | 936,57             | 54.159                    | 58                  | 144                                | 220                             | 55,4                          | 57,7                          | 39,6%                                           | 11,4%                                         |
|      |       | powiat wschowski                   | 624,20             | 37.315                    | 60                  | 244                                | 291                             | 35,0                          | 34,0                          | 48,8%                                           | 13,7%                                         |
|      |       | powiat zielonogórski               | 1350,19            | 75.041                    | 56                  | 32                                 | 94                              | 66,9                          | 66,3                          | 40,3%                                           | 14,0%                                         |
|      |       | powiat żagański                    | 1131,78            | 75.041                    | 66                  | 98                                 | 122                             | 64,6                          | 65,6                          | 40,3%                                           | 22,1%                                         |
|      |       | powiat żarski                      | 1392,78            | 91.530                    | 66                  | 50                                 | 83                              | 91,8                          | 89,2                          | 48,2%                                           | 14,0%                                         |
|      |       | Gorzów Wielkopolski (m.np.p.)      | 85,72              | 115.847                   | 1351                | 30                                 | 28                              | 420,9                         | 438,4                         | 42,6%                                           | 7,0%                                          |
|      |       | Zielona Góra (m.np.p.)             | 278,79             | 139.132                   | 499                 | 46                                 | 32                              | 513,2                         | 493,5                         | 43,3%                                           | 7,4%                                          |

### Demografia
Według danych z 30 czerwca 2023 województwo liczyło 977 493 mieszkańców:
| Opis                              | Ogółem        | Ogółem        | Kobiety       | Kobiety       | Mężczyźni     | Mężczyźni     |
| --------------------------------- | ------------- | ------------- | ------------- | ------------- | ------------- | ------------- |
| jednostka                         | osób          | %             | osób          | %             | osób          | %             |
| populacja                         | 977 493       | 100           | 503 123       | 51            | 474 370       | 49            |
| powierzchnia                      | 13 987,93 km² | 13 987,93 km² | 13 987,93 km² | 13 987,93 km² | 13 987,93 km² | 13 987,93 km² |
| gęstość zaludnienia (mieszk./km²) | 70            | 70            | 36            | 36            | 34            | 34            |

Liczba ludności (dane z 30 czerwca 2023):
|        | Ogółem  | Ogółem | Kobiety | Kobiety | Mężczyźni | Mężczyźni |
| osób   | %       | osób   | %       | osób    | %         |           |
| ------ | ------- | ------ | ------- | ------- | --------- | --------- |
| Ogółem | 977 493 | 100    | 503 123 | 51,47   | 474 370   | 48,53     |
| Miasto | 627 120 | 64,16  | 328 560 | 33,61   | 298 560   | 30,54     |
| Wieś   | 350 373 | 35,84  | 174 563 | 17,86   | 175 810   | 17,99     |

▶Wieś vs ▶miasto
Ogółem (▶k, ▶m)
Miasto (▶k, ▶m)
Wieś (▶k, ▶m)
Piramida wieku mieszkańców woj. lubuskiego w 2014 roku:
|  |

## Administracja i polityka

### Samorząd województwa
Organem stanowiącym samorządu jest Sejmik Województwa Lubuskiego, składający się z 30 radnych. Siedzibą sejmiku województwa jest Zielona Góra. Sejmik wybiera organ wykonawczy samorządu, którym jest zarząd województwa, składający się z 5 członków, z przewodniczącym mu marszałkiem.
Marszałkowie Województwa Lubuskiego:
- Andrzej Bocheński – od 1 stycznia 1999 do 1 grudnia 2006
- Krzysztof Józef Szymański – od 1 grudnia 2006 do 21 sierpnia 2008[32][33]
- Marcin Jabłoński – od 21 sierpnia 2008 do 29 listopada 2010[34]
- Elżbieta Polak – od 29 listopada 2010[35] do 13 października 2023
- Marcin Jabłoński – od 13 października 2023 do 18 sierpnia 2025
- Sebastian Ciemnoczołowski - od 18 sierpnia 2025

| Komitet Wyborczy                             | Liczba radnych |
| -------------------------------------------- | -------------- |
| KW Platforma.Nowoczesna Koalicja Obywatelska | 11/30          |
| KW Prawo i Sprawiedliwość                    | 9/30           |
| KWW Bezpartyjni Samorządowcy                 | 4/30           |
| KW Polskie Stronnictwo Ludowe                | 4/30           |
| KW SLD Lewica Razem                          | 2/30           |

### Administracja rządowa

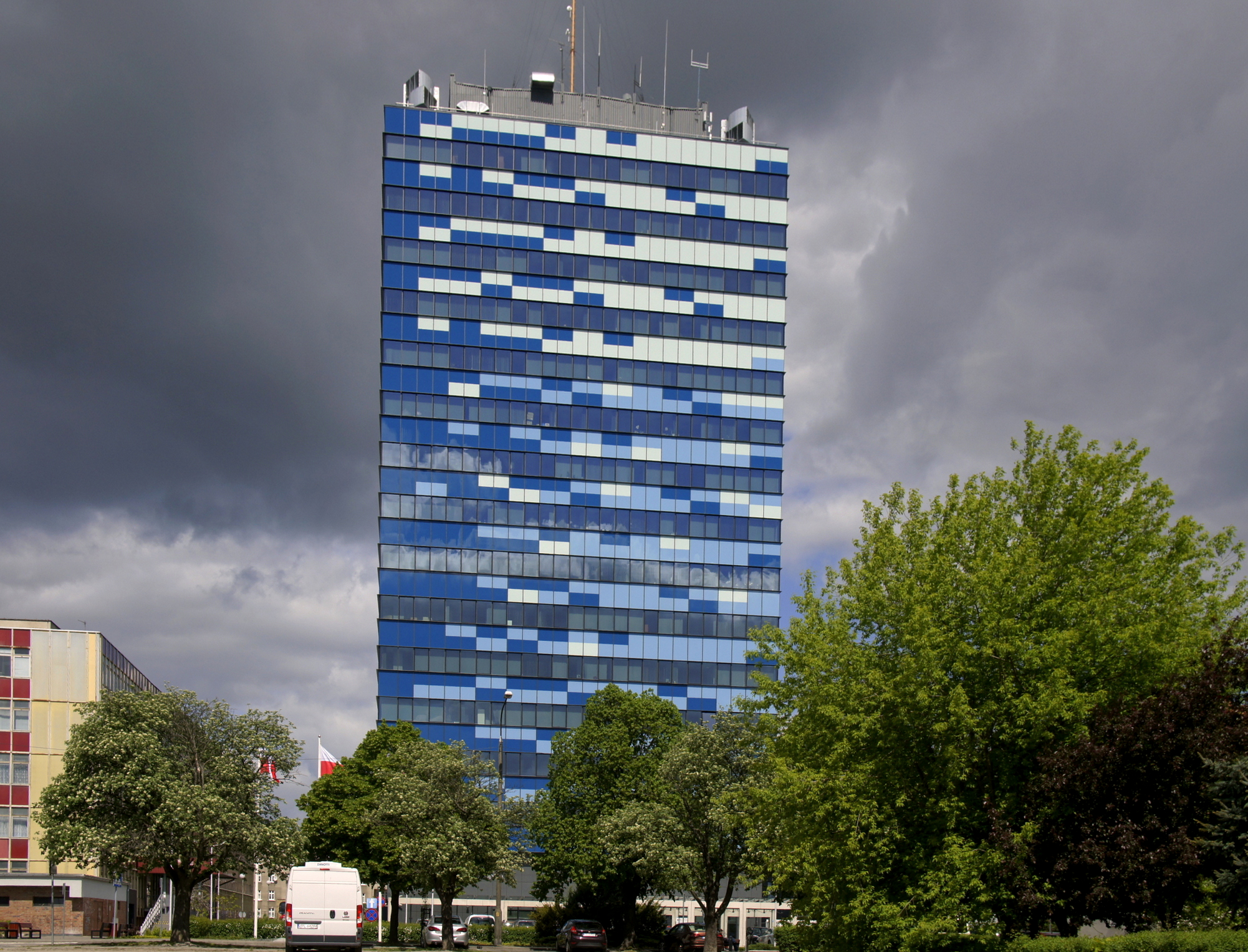
Siedziba Lubuskiego Urzędu Wojewódzkiego w Gorzowie Wlkp.

Przedstawicielem Rady Ministrów, będącym terytorialnym organem administracji rządowej jest Wojewoda Lubuski, powoływany przez Prezesa Rady Ministrów. Siedzibą wojewody jest Gorzów Wielkopolski, gdzie znajduje się Lubuski Urząd Wojewódzki w Gorzowie Wielkopolskim. W ramach urzędu działa także delegatura Zielonej Górze.
Wojewodowie Lubuscy:
- Jan Majchrowski – od 1999 do 2000
- Stanisław Iwan – od 2000 do 2001
- Andrzej Korski – od 2001 do 2004
- Janusz Gramza – od 2004 do 2006
- Marek Ast – w 2006
- Wojciech Perczak – od 2006 do 2007
- Helena Hatka – od 2007 do 2011
- Marcin Jabłoński – od 2011 do 2013
- Jerzy Ostrouch – od 2013 do 2014
- Katarzyna Osos – w 2015
- Władysław Dajczak – od 2015 do 2019, od 2020 do 2023
- Marek Cebula – od 2023[39]

### Polityka
Mieszkańcy województwa wybierają łącznie 12 posłów na Sejm w jednym okręgu wyborczym nr 8. Mieszkańcy wybierają 3 senatorów w jednomandatowych okręgach wyborczych: nr 20, nr 21, nr 22.
Do Parlamentu Europejskiego są wybierani 4 posłowie z okręgu wyborczego nr 13, który obejmuje także województwo zachodniopomorskie.

### Współpraca międzynarodowa
Umowy, porozumienia i oświadczenia o współpracy:
1. Brandenburgia (Niemcy) – od 12 stycznia 2000 r.
2. Obwód pskowski (Rosja) – od 16 stycznia 2002 r.
3. Obwód iwanofrankiwski (Ukraina) – od 16 września 2002 r.
4. Abruzja (Włochy) – od 2 lipca 2003 r.
5. Hajnan (Chiny) – od 24 lutego 2006 r.
6. Kiszyniów (Mołdawia) – od 14 marca 2007 r.
7. Obwód homelski (Białoruś) – od 7 grudnia 2007 r.
8. Obwód sumski (Ukraina) – od 7 grudnia 2007 r.
9. Kraj nitrzański (Słowacja) – od 17 kwietnia 2008 r.
10. Departament Lot (Francja) – od 17 października 2008 r.
11. Saksonia (Niemcy) – od 19 listopada 2008 r.
12. Obwód wołogodzki (Rosja) – od 2 czerwca 2011 r.

## Gospodarka

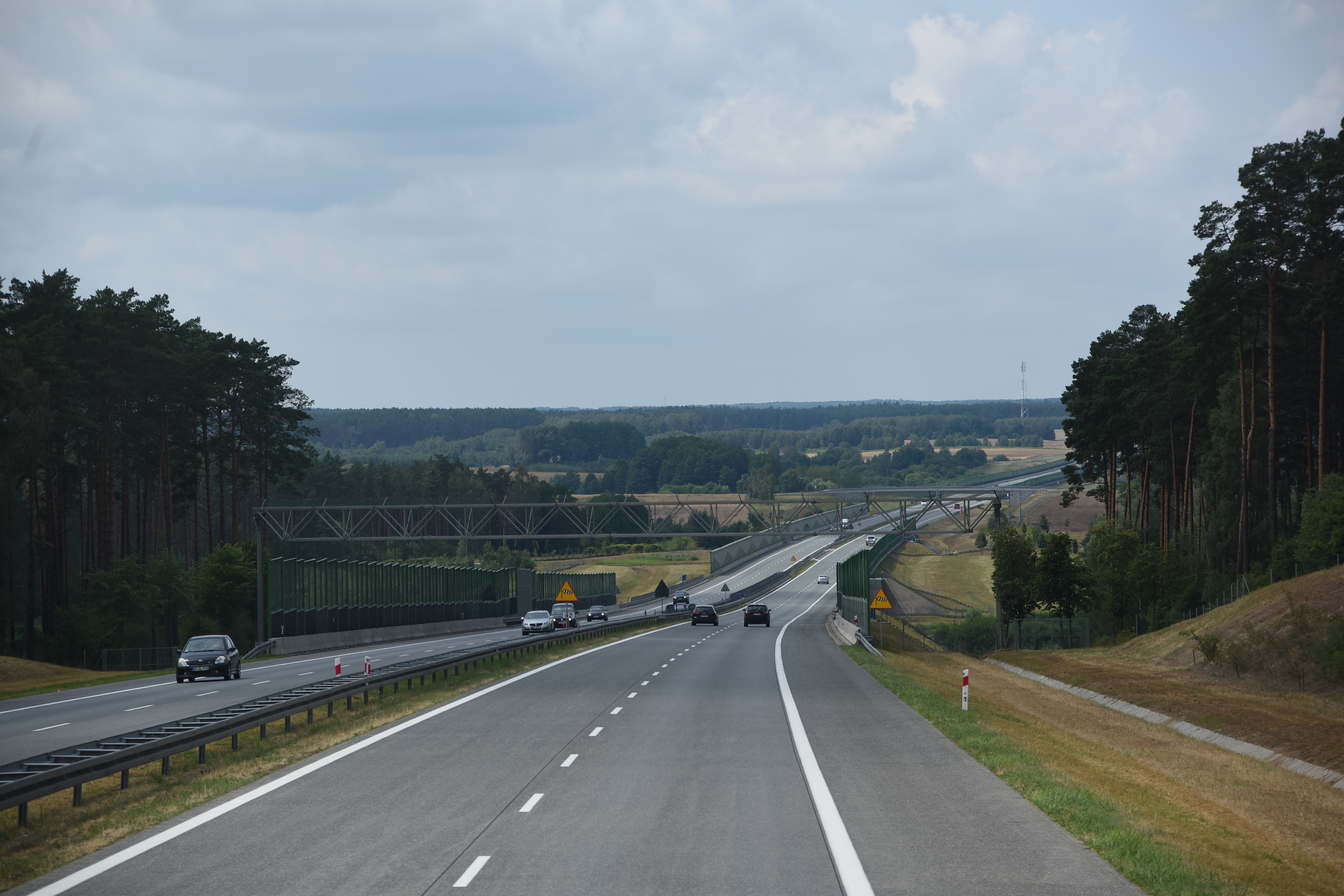
Autostrada A2 przebiegająca przez województwo lubuskie, lipiec 2019 r.

W 2012 r. produkt krajowy brutto województwa lubuskiego wynosił 35,7 mld zł, co stanowiło 2,2% PKB Polski. Produkt krajowy brutto na 1 mieszkańca wynosił 33,9 tys. zł (83,1% średniej krajowej), co plasowało lubuskie na 9. miejscu względem innych województw.
W 2010 r. produkcja sprzedana przemysłu w woj. lubuskim wynosiła 24,6 mld zł, co stanowiło 2,5% produkcji przemysłu Polski. Sprzedaż produkcji budowlano-montażowej w lubuskim wynosiła 3,1 mld zł, co stanowiło 2,0% tej sprzedaży Polski.
Przeciętne miesięczne wynagrodzenie mieszkańca woj. lubuskiego w 3. kwartale 2011 r. wynosiło 3140,74 zł, co lokowało je na 14. miejscu względem wszystkich województw.
W końcu marca 2012 liczba zarejestrowanych bezrobotnych w województwie obejmowała ok. 63,8 tys. mieszkańców, co stanowi stopę bezrobocia na poziomie 16,3% do aktywnych zawodowo.
Według danych z 2011 r. 3,2% mieszkańców w gospodarstwach domowych woj. lubuskiego miało wydatki poniżej granicy ubóstwa skrajnego (tzn. znajdowało się poniżej minimum egzystencji).

## Miasta
W województwie lubuskim są 44 miasta, w tym 3 miasta prezydenckie, w tym 2 miasta na prawach powiatu, w tym 2 miasta wojewódzkie.
W pierwszej części wymienione są miasta prezydenckie, wśród których pogrubioną czcionką oznaczono stolice powiatów, a dodatkowo kursywą zapisano nazwy miast na prawach powiatu, zaś gwiazdką oznaczono miasta wojewódzkie.
W drugiej części wymienione są pozostałe miasta, wśród których pogrubioną czcionką oznaczono nazwy miast powiatowych.
Miasta prezydenckie:

- Gorzów Wielkopolski*
- Nowa Sól
- Zielona Góra*

Miasta pozostałe:

- Babimost
- Brody
- Bytom Odrzański
- Cybinka
- Czerwieńsk
- Dobiegniew
- Drezdenko
- Gozdnica
- Gubin
- Iłowa
- Jasień
- Kargowa
- Kostrzyn nad Odrą
- Kożuchów
- Krosno Odrzańskie
- Lubniewice
- Lubsko
- Łęknica
- Małomice
- Międzyrzecz
- Nowe Miasteczko
- Nowogród Bobrzański
- Ośno Lubuskie
- Otyń
- Rzepin
- Skwierzyna
- Sława
- Słubice
- Strzelce Krajeńskie
- Sulechów
- Sulęcin
- Szlichtyngowa
- Szprotawa
- Świebodzin
- Torzym
- Trzciel
- Witnica
- Wschowa
- Zbąszynek
- Żagań
- Żary

## Ośrodki akademickie

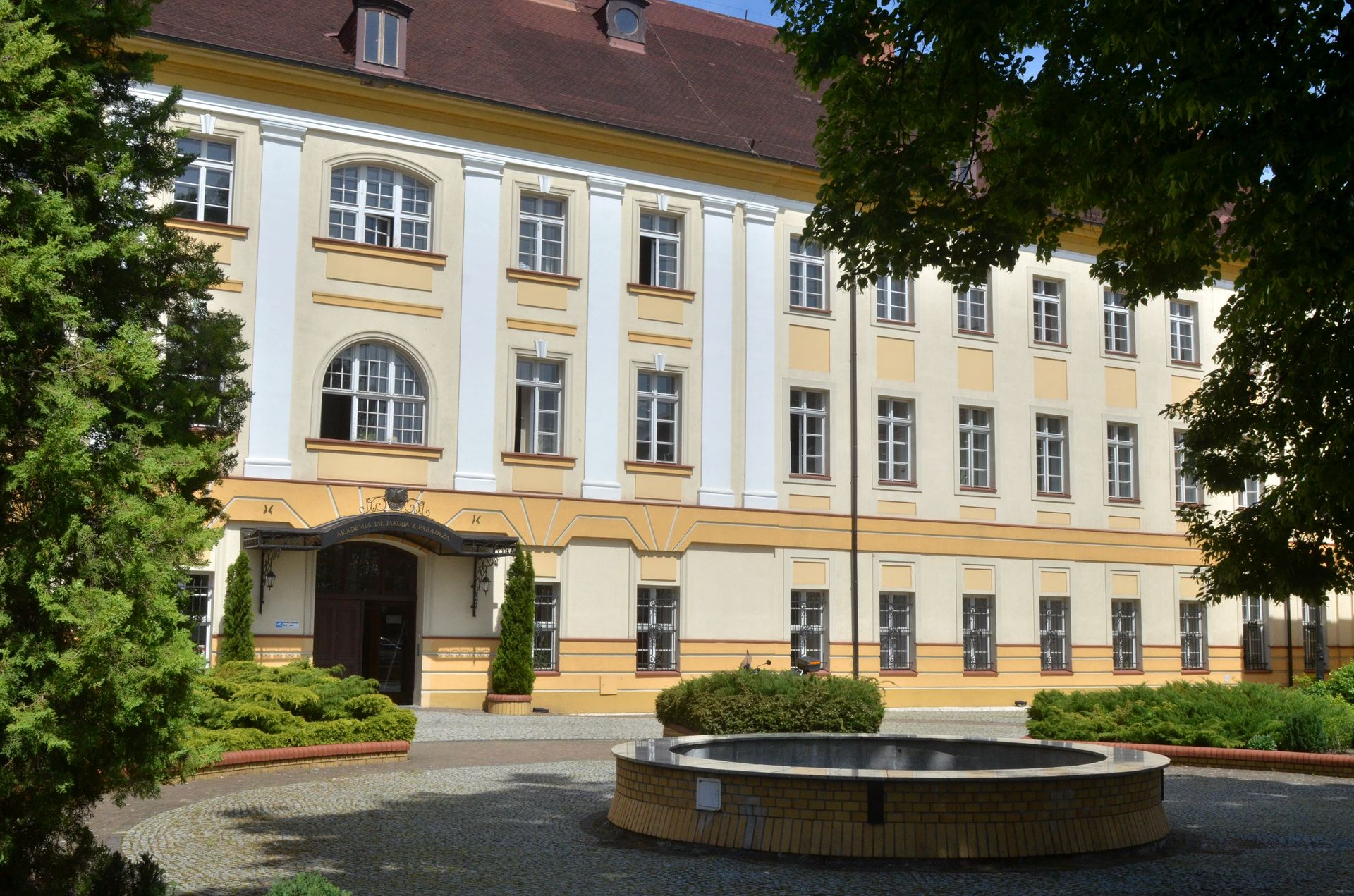
Akademia im. Jakuba z Paradyża w Gorzowie Wielkopolskim

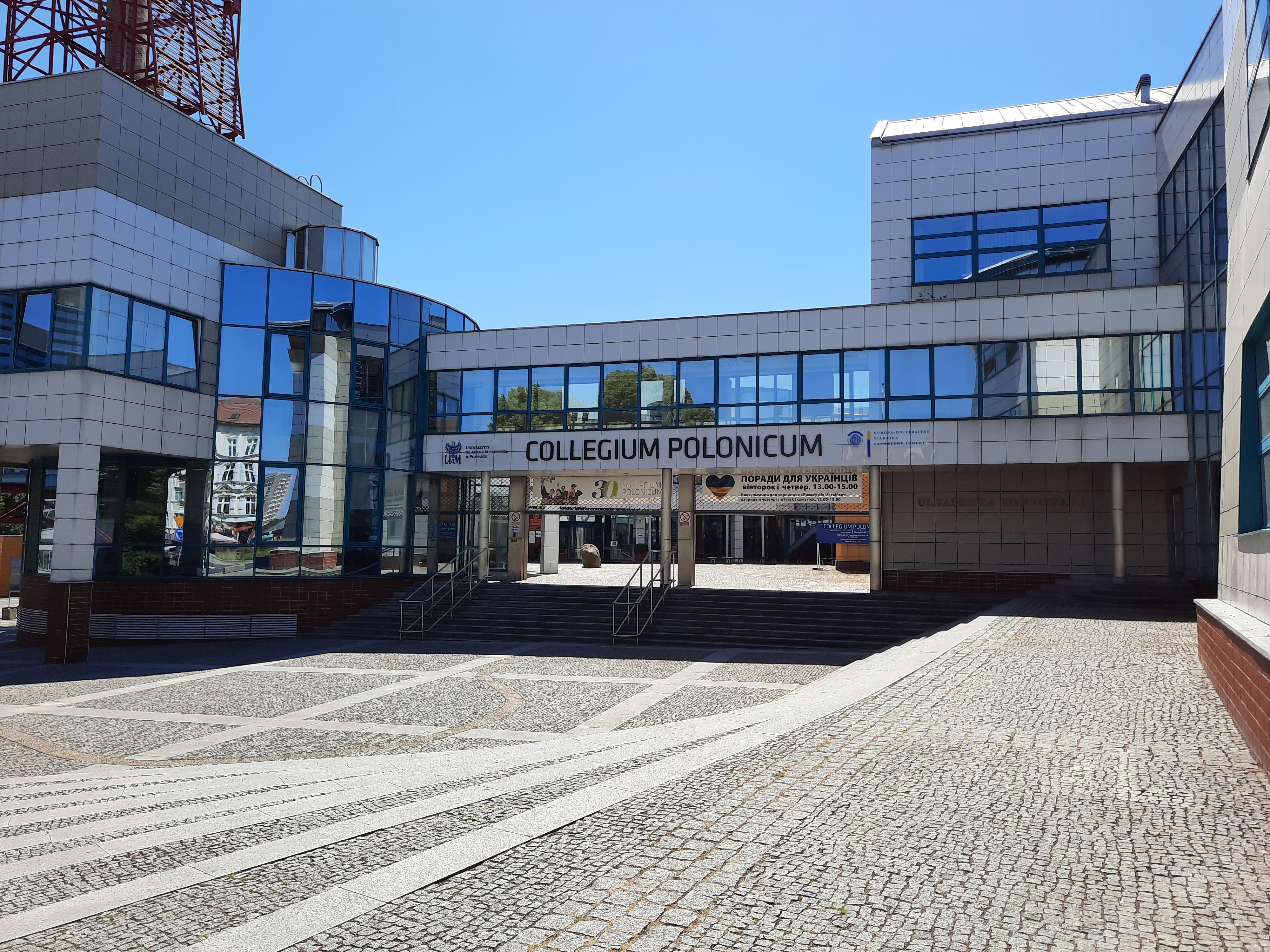
Collegium Polonicum w Słubicach

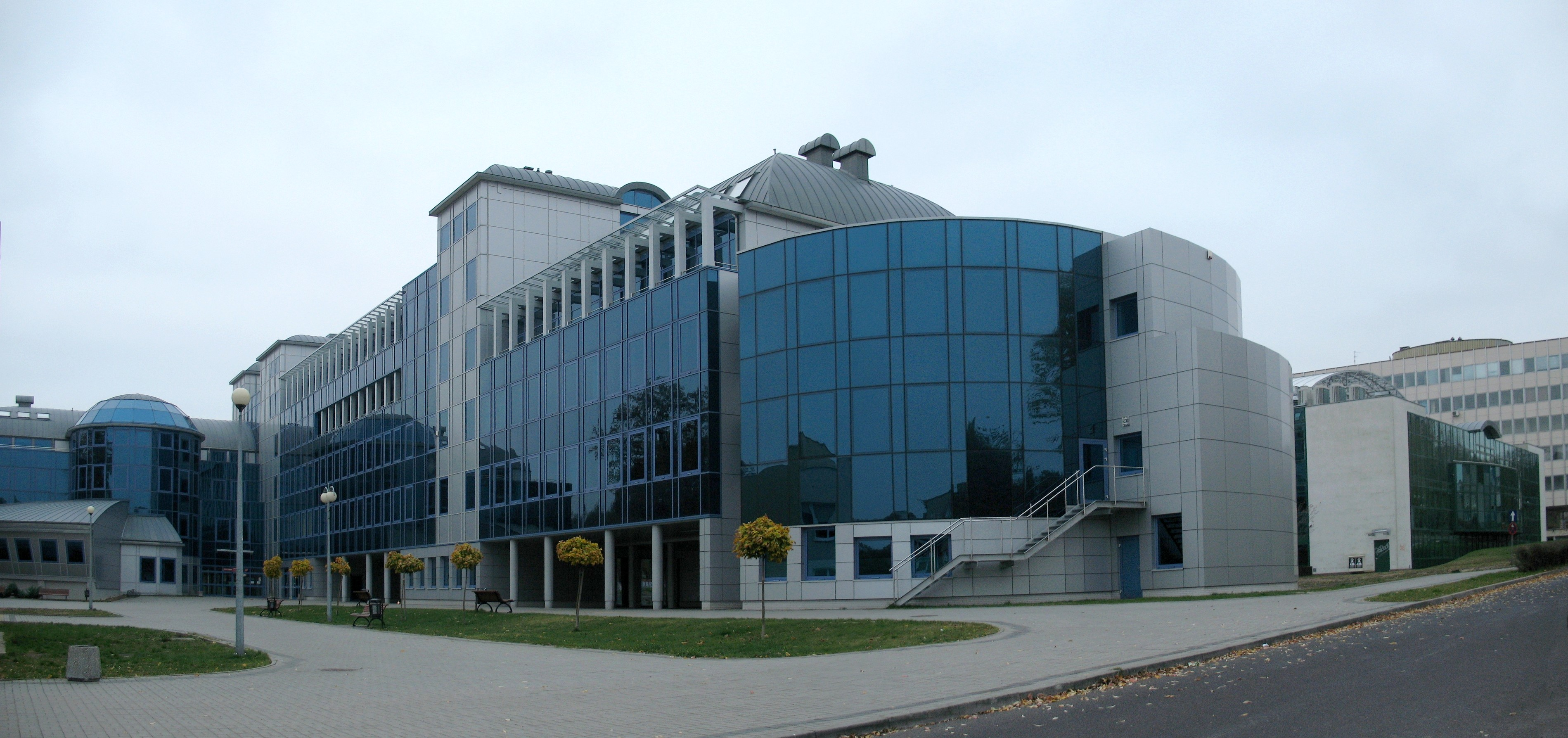
Uniwersytet Zielonogórski – budynek Wydziału Matematyki, Informatyki I Ekonometrii oraz Wydziału Fizyki i Astronomii

### Chycina
- AWF w Poznaniu – Ośrodek Dydaktyczno-Socjalny w Chycinie

### Gorzów Wielkopolski
- Akademia im. Jakuba z Paradyża w Gorzowie Wielkopolskim
- AWF w Poznaniu – Zamiejscowy Wydział Kultury Fizycznej w Gorzowie Wielkopolskim
- Wyższa Szkoła Biznesu w Gorzowie Wielkopolskim
- Wyższa Szkoła Zawodowa w Gorzowie Wielkopolskim (przeniesiona z Kostrzyna nad Odrą, pierwotnie założona w Kamieniu Małym)
- Uniwersytet Zielonogórski – Collegium Medicum – Instytut Nauk Medycznych
  - Katedra Hematologii – Klinika Hematologii UZ w Gorzowie Wielkopolskim (na bazie Wielospecjalistycznego Szpitala Wojewódzkiego)
  - Katedra Medycyny Nuklearnej – Kliniczny Zakład Medycyny Nuklearnej UZ w Gorzowie Wielkopolskim (na bazie Wielospecjalistycznego Szpitala Wojewódzkiego)
- Wydział Teologiczny Uniwersytetu Szczecińskiego
  - Zielonogórsko-Gorzowskie Wyższe Seminarium Duchowne w Gościkowie-Paradyżu z siedzibą alumnatu w Gorzowie Wlkp.
  - Instytut Studiów Wyższych w Gorzowie Wlkp.

### Gościkowo
- Wyższe Seminarium Duchowne Diecezji Zielonogórsko-Gorzowskiej w Gościkowie-Paradyżu (w ramach Wydziału Teologicznego Uniwersytetu Szczecińskiego)

### Słubice
- Collegium Polonicum w Słubicach – wspólne  przedsięwzięcie Uniwersytetu im. Adama Mickiewicza w Poznaniu oraz Uniwersytetu Europejskiego Viadrina we Frankfurcie nad Odrą

### Sulechów
- Filia Uniwersytetu Zielonogórskiego w Sulechowie

### Zielona Góra
- Uniwersytet Zielonogórski
- Papieski Wydział Teologiczny we Wrocławiu – Instytut Filozoficzno-Teologiczny im. Edyty Stein w Zielonej Górze

### Żary
- Łużycka Wyższa Szkoła Humanistyczna w Żarach

## Bezpieczeństwo publiczne
W województwie lubuskim działa centrum powiadamiania ratunkowego, które znajduje się w Gorzowie Wielkopolskim i które obsługuje zgłoszenia alarmowe kierowane do numerów alarmowych 112, 997.
Obsługą zgłoszeń alarmowych kierowanych do numeru 999 z terenu województwa lubuskiego zajmuje się Dyspozytornia Medyczna, która znajduje się w Gorzowie Wielkopolskim.
Obsługą zgłoszeń alarmowych kierowanych do numeru 998 zajmuje się Państwowa Straż Pożarna.

## Ochrona przyrody

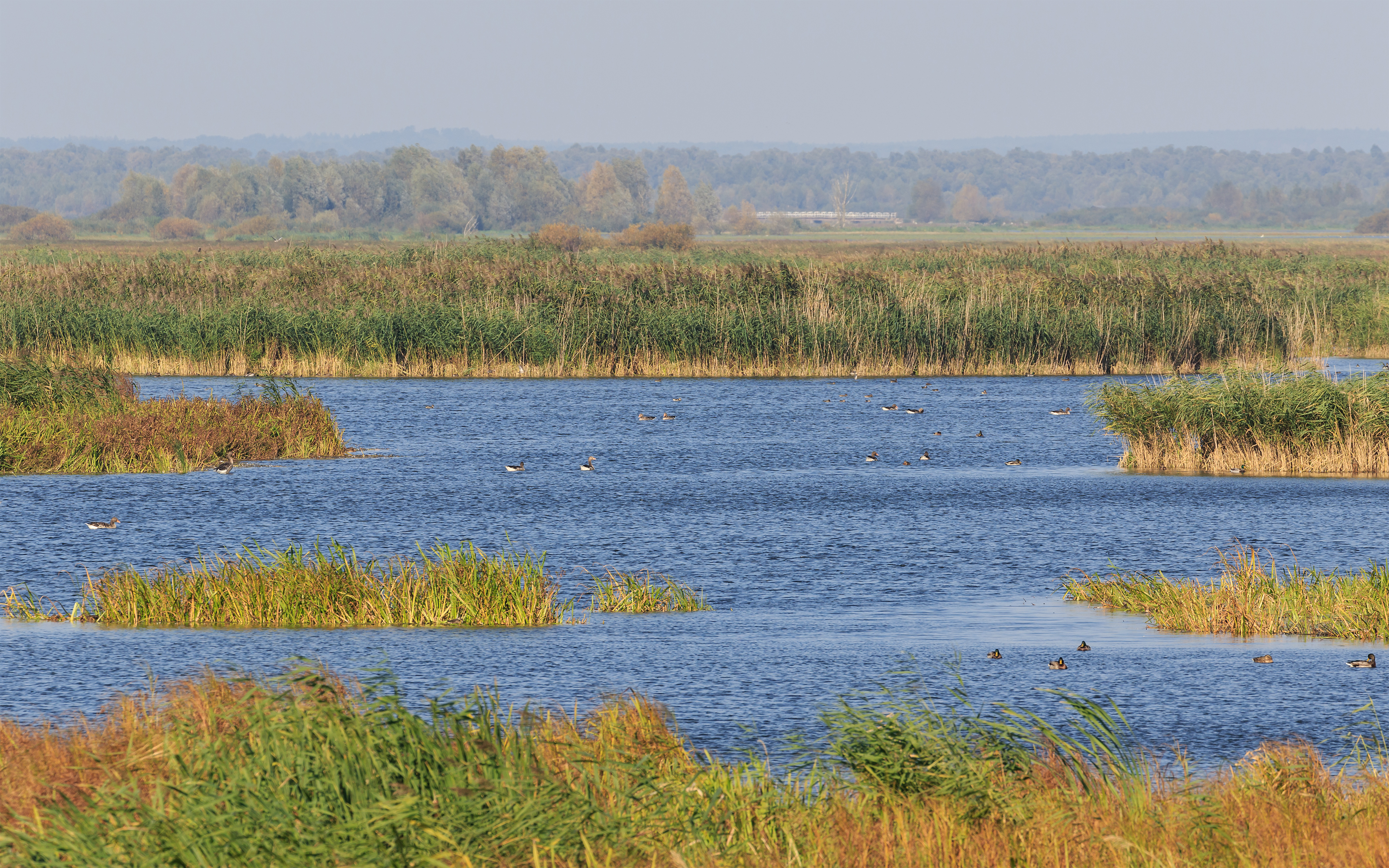
Park Narodowy Ujście Warty

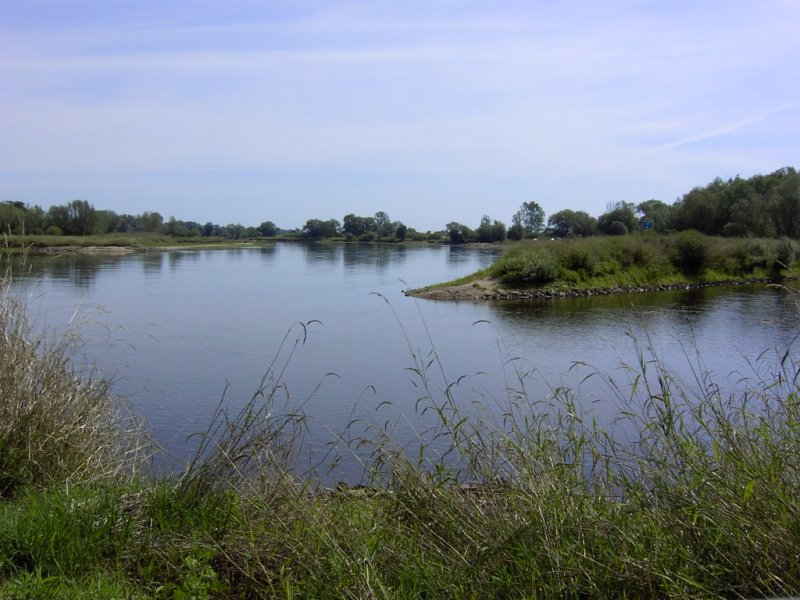
Ujście Nysy Łużyckiej do Odry

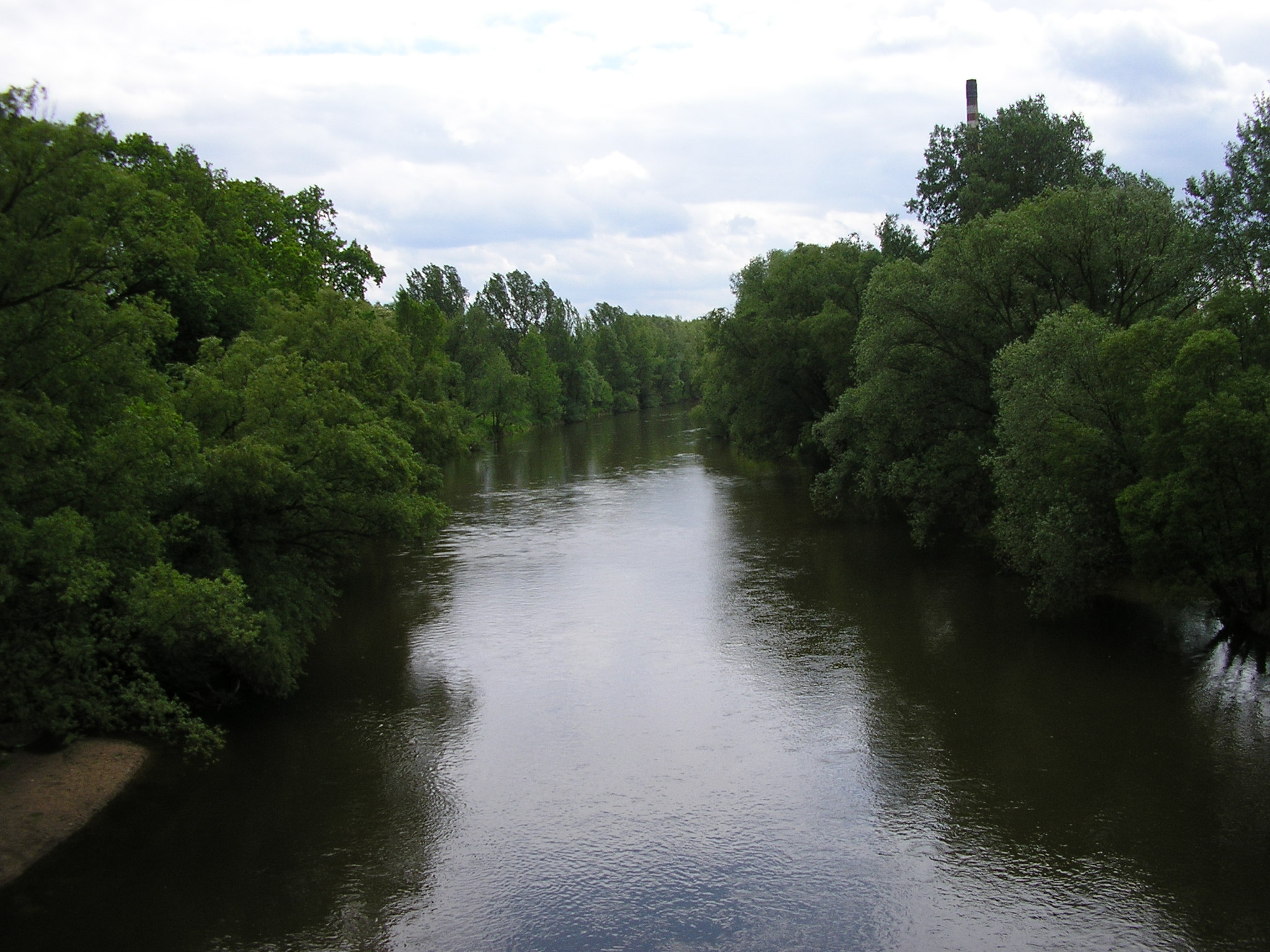
Główna rzeka Borów Dolnośląskich – Bóbr w Żaganiu

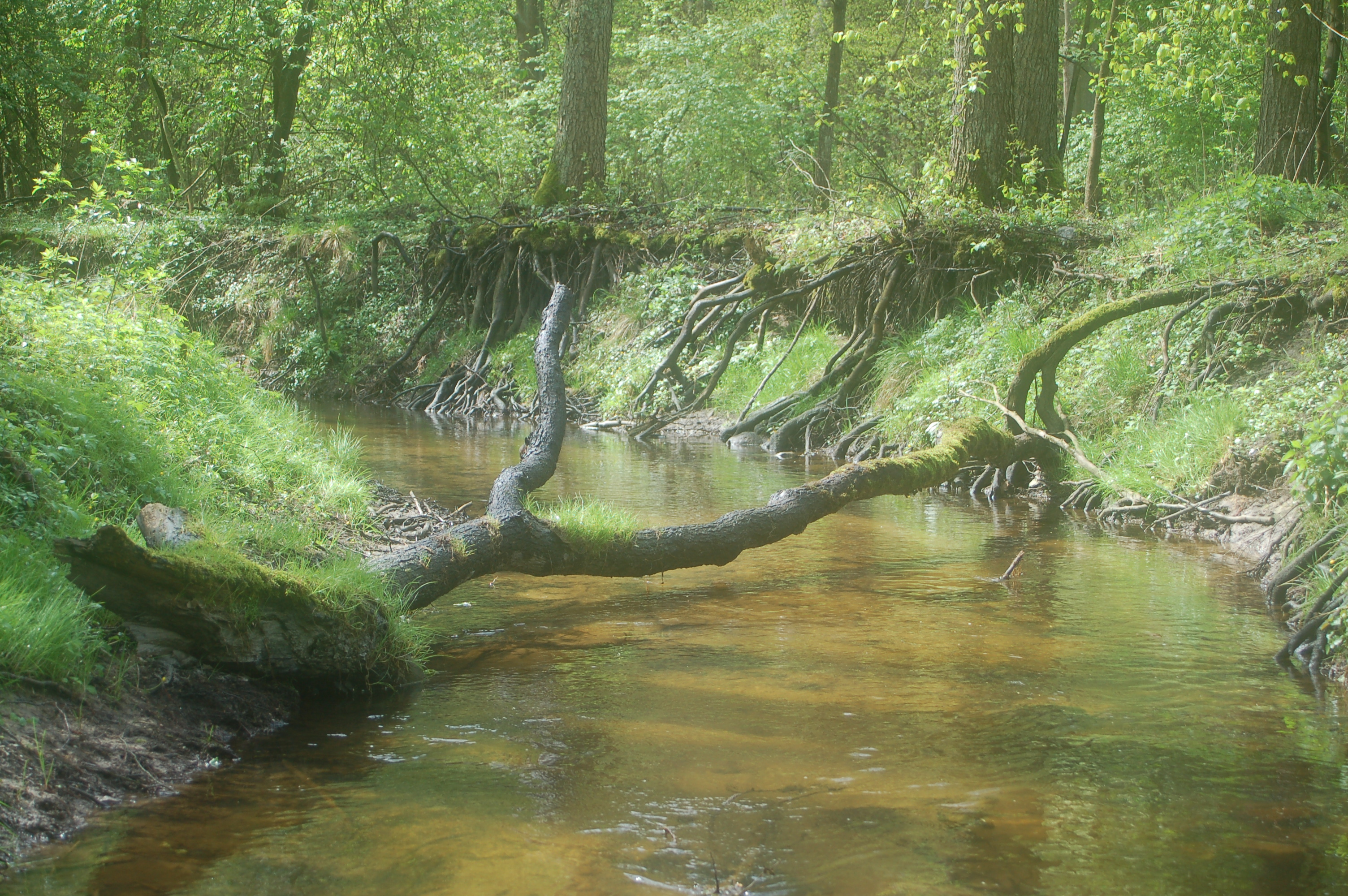
Zespół przyrodniczo-krajobrazowy Potok Sucha w Gminie Szprotawa

### Parki narodowe
- Drawieński Park Narodowy
- Park Narodowy Ujście Warty

### Parki krajobrazowe
- Gorzowski Park Krajobrazowy[46]
- Gryżyński Park Krajobrazowy
- Krzesiński Park Krajobrazowy
- Łagowsko-Sulęciński Park Krajobrazowy
- Park Krajobrazowy Łuk Mużakowa
- Park Krajobrazowy Ujście Warty
- Przemęcki Park Krajobrazowy
- Pszczewski Park Krajobrazowy

### Obszary Chronionego Krajobrazu
W granicach województwa w 2019 roku wyznaczonych było 38 obszarów chronionego krajobrazu, gdzie ochroną objęto 416850 ha. Najwięcej tego typu form znajduje się w dolinach rzecznych.

### Rezerwaty przyrody
Według stanu na 2019 w województwie występowało 67 rezerwatów przyrody. Najstarszy Bukowa Góra powołano w 1954 roku.

### Pomniki przyrody
W 2019 r. na obszarze województwa znajdowało się 1397 pomników przyrody. Wśród nich najliczniejszą grupę stanowiły pojedyncze drzewa (1091), grupy drzew (208), głazy narzutowe (39), aleje przydrożne (22) i 39 innych obiektów. Do najbardziej rozpoznawalnych należą: Dąb Chrobry, Wiąz Wiedźmin, Sosna Waligóra, Sosna Rzepicha, głaz Flins.

### Stanowiska dokumentacyjne, Użytki ekologiczne, Zespoły przyrodniczo-krajobrazowe
W 2019 r. w granicach województwa znajdowały się 2 stanowiska dokumentacyjne, 407 użytków ekologicznych oraz 16 zespołów przyrodniczo-krajobrazowych.

## Transport

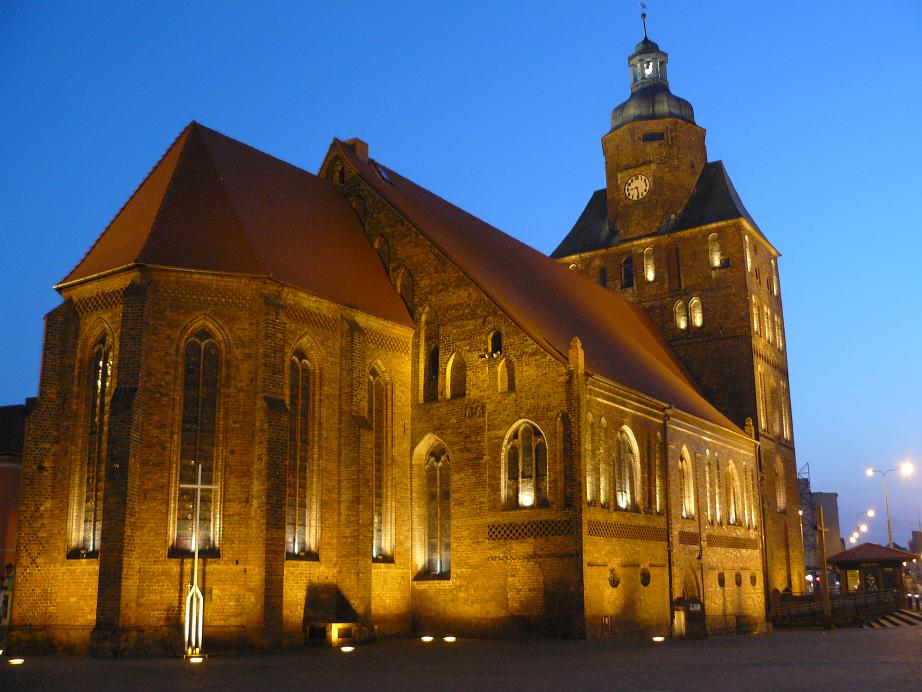
Katedra w Gorzowie Wielkopolskim

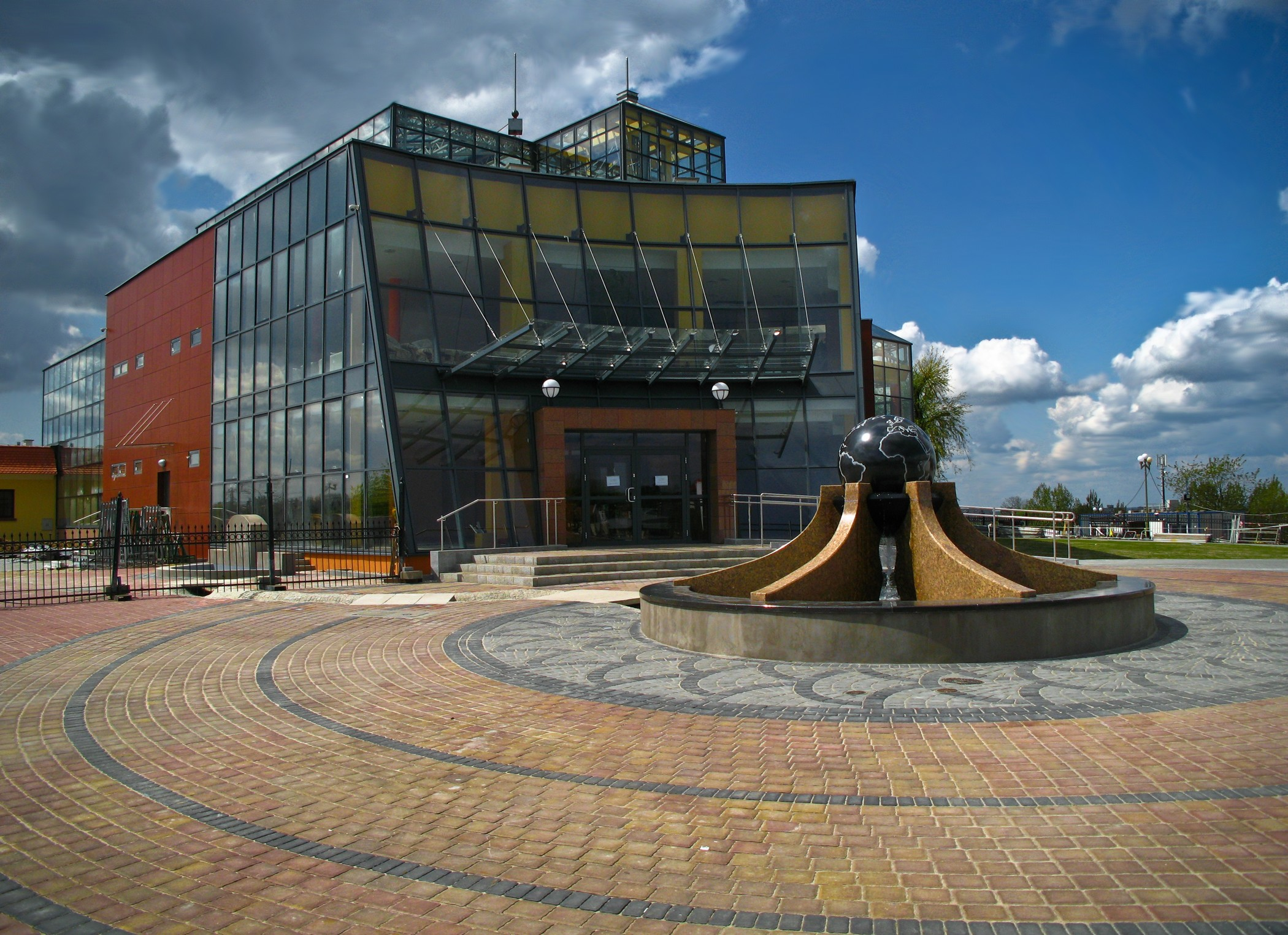
Palmiarnia w Zielonej Górze

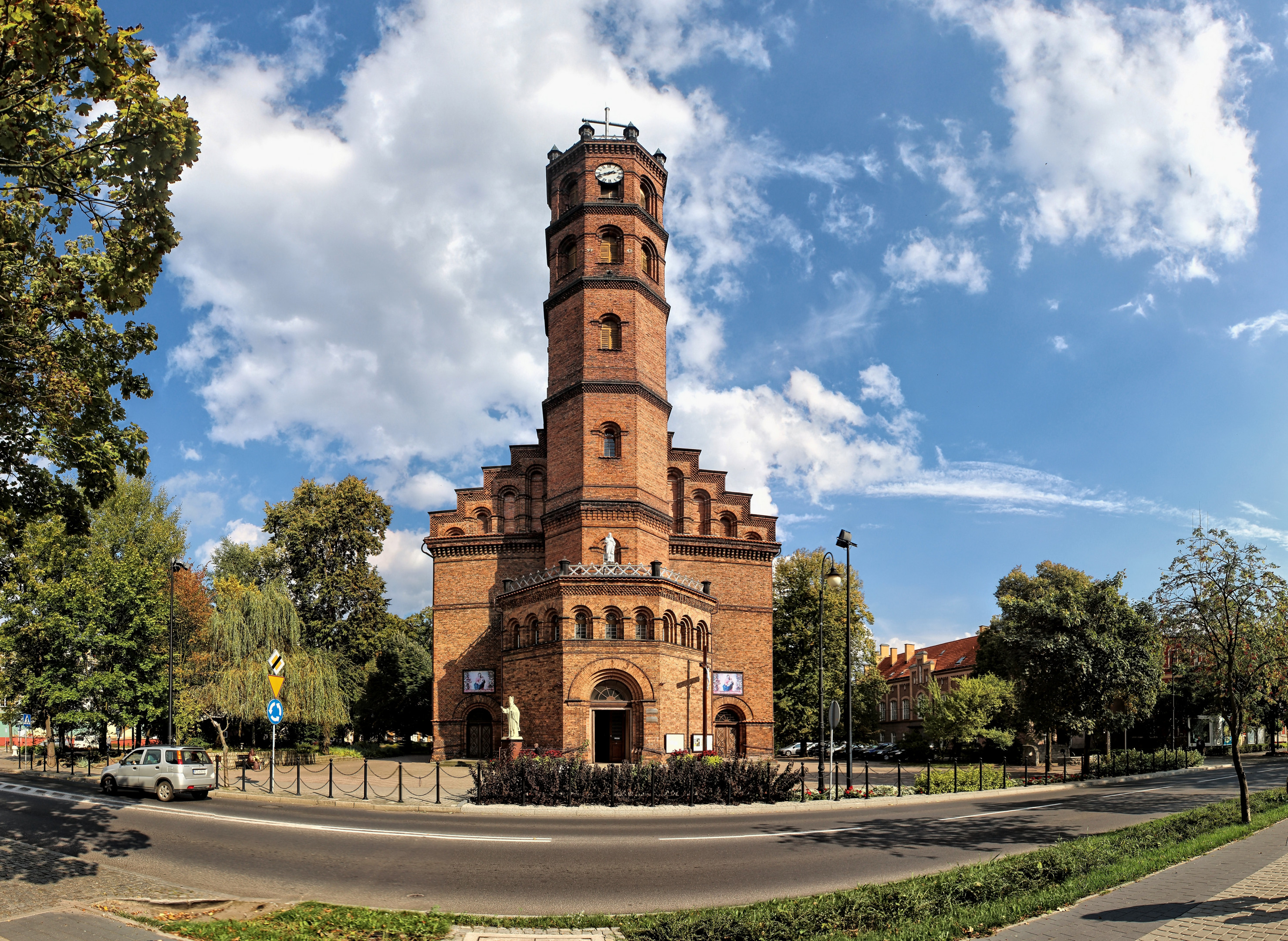
Kościół w Nowej Soli

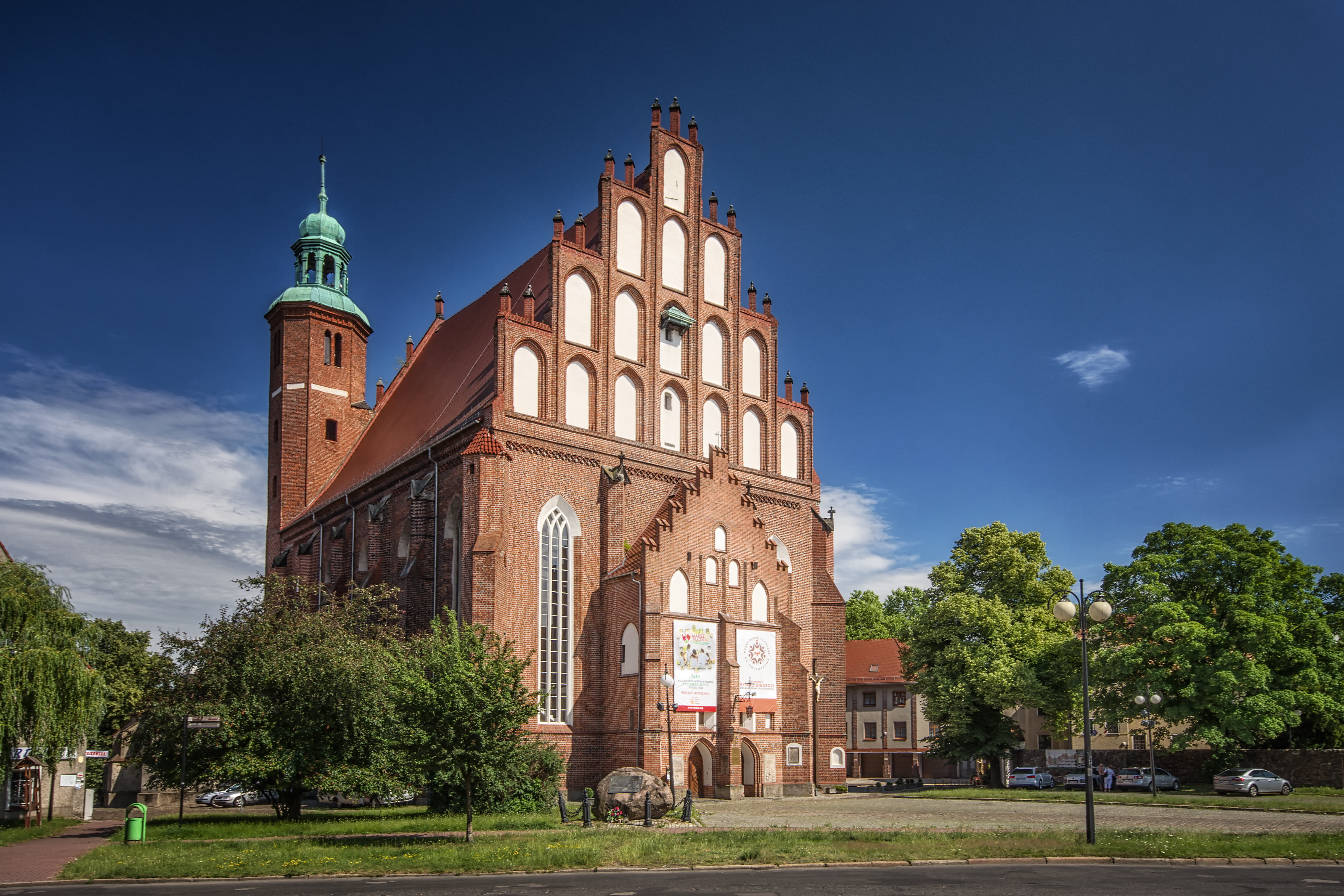
Kościół w Żarach

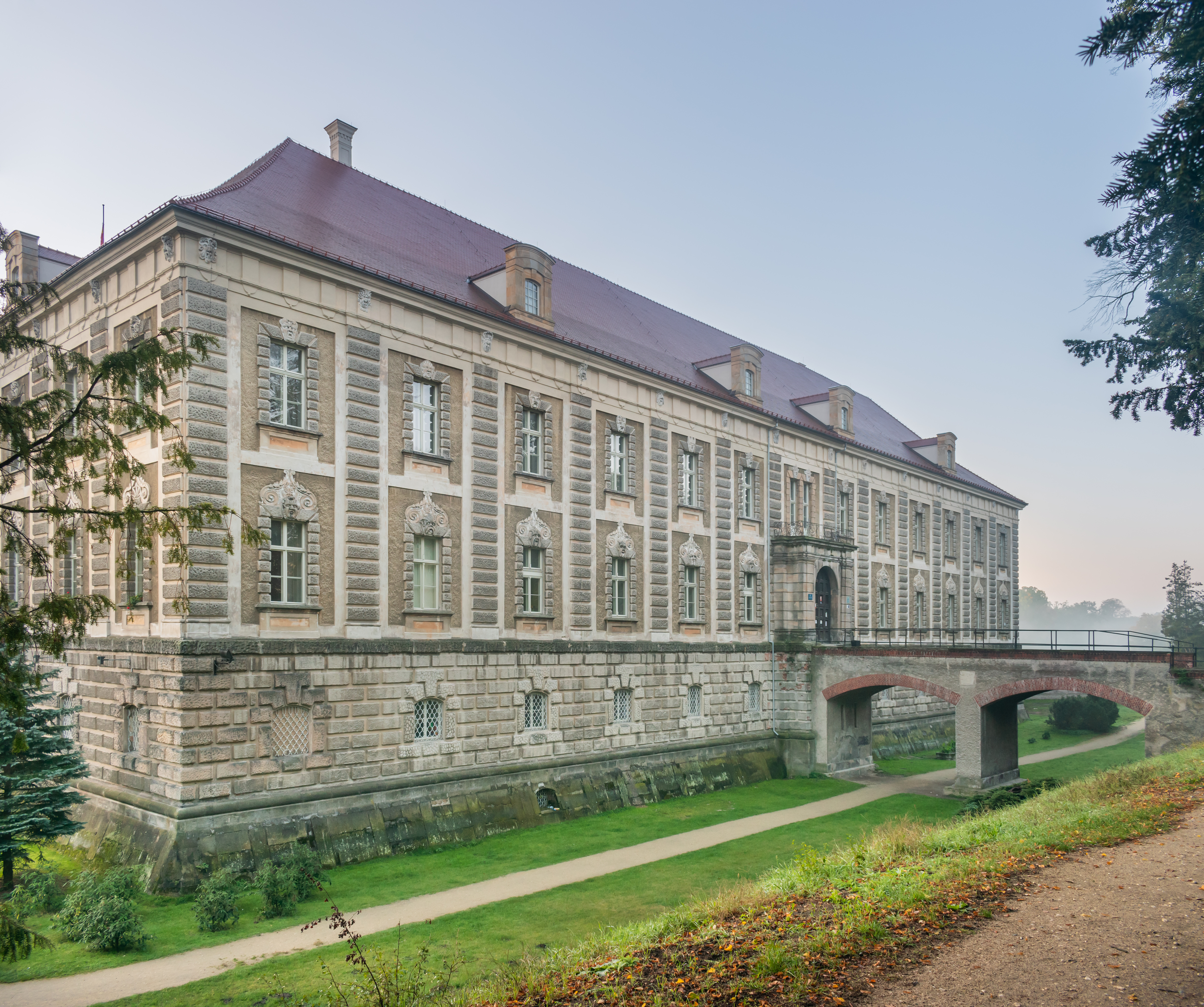
Pałac w Żaganiu

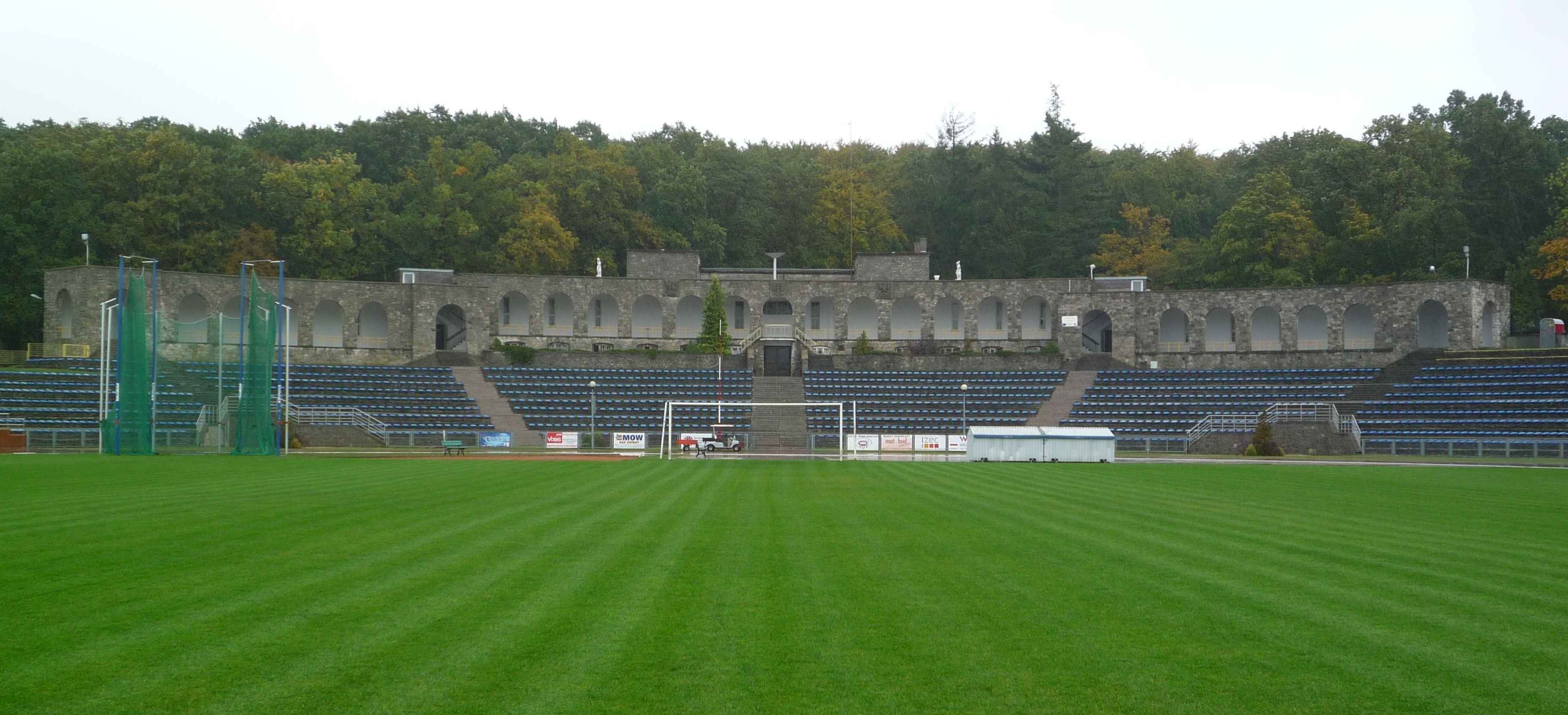
Arkady w stylu Reformstil na koronie stadionu w Słubicach

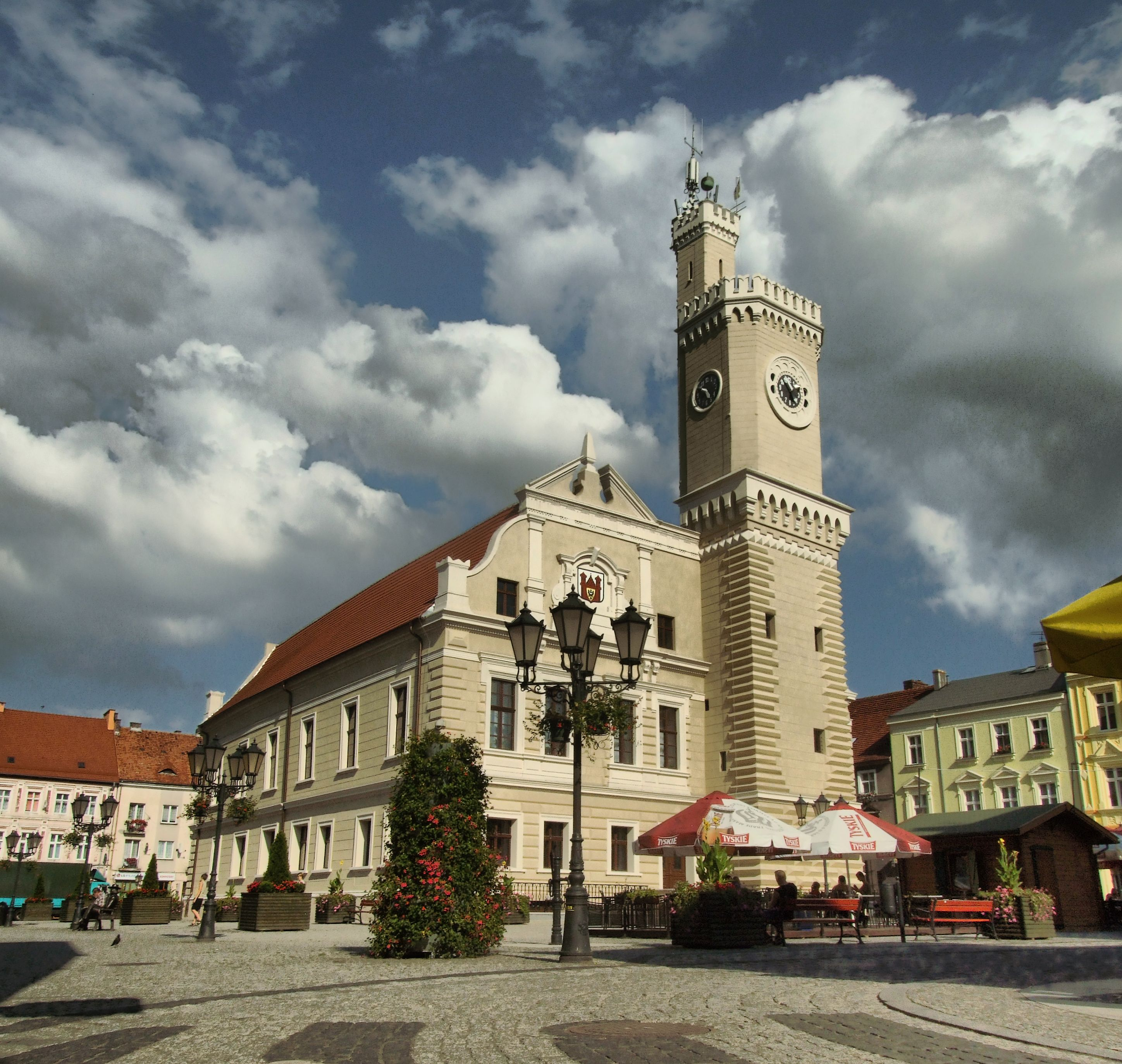
Ratusz w Świebodzinie

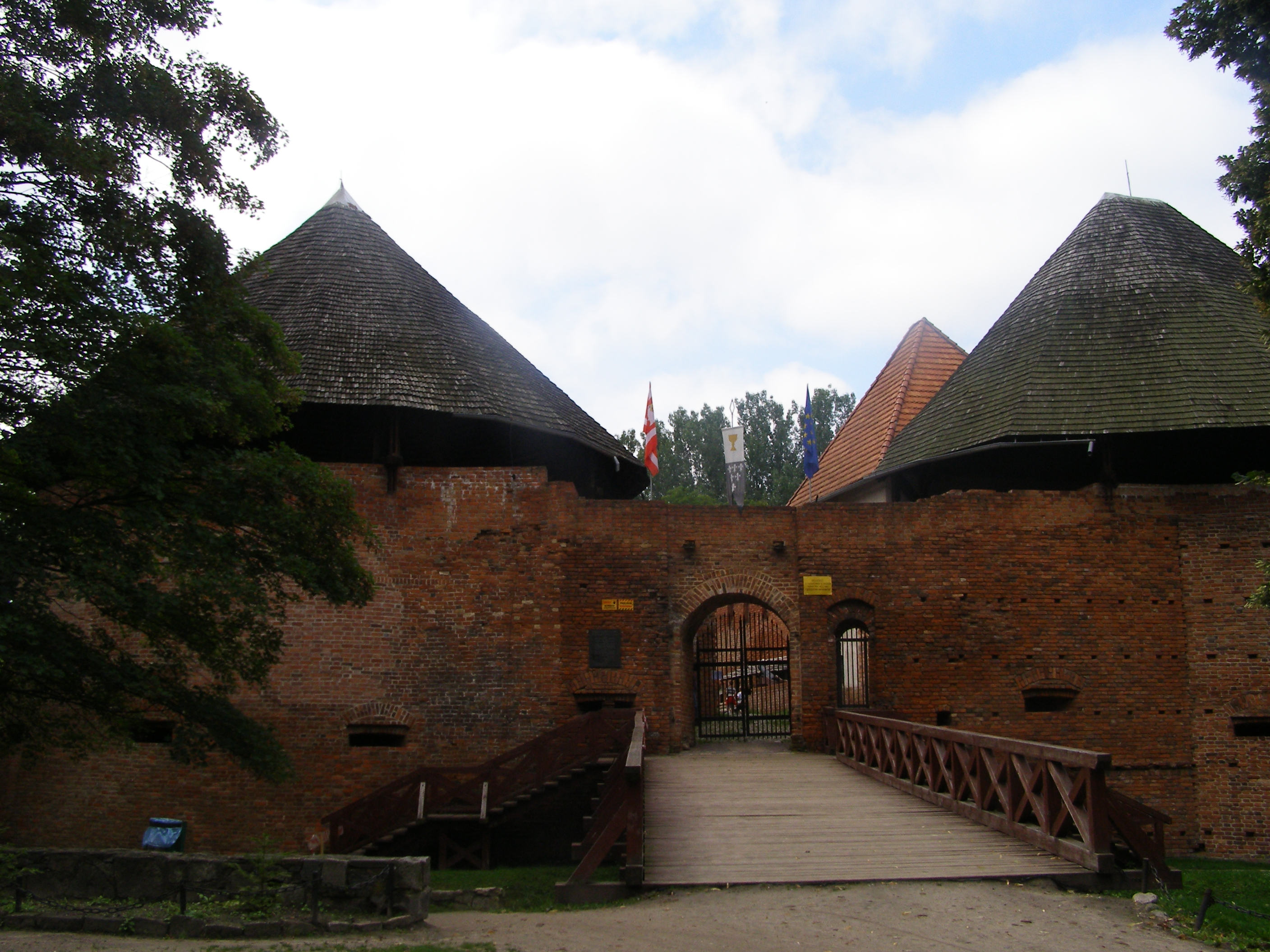
Zespół zamkowy w Międzyrzeczu

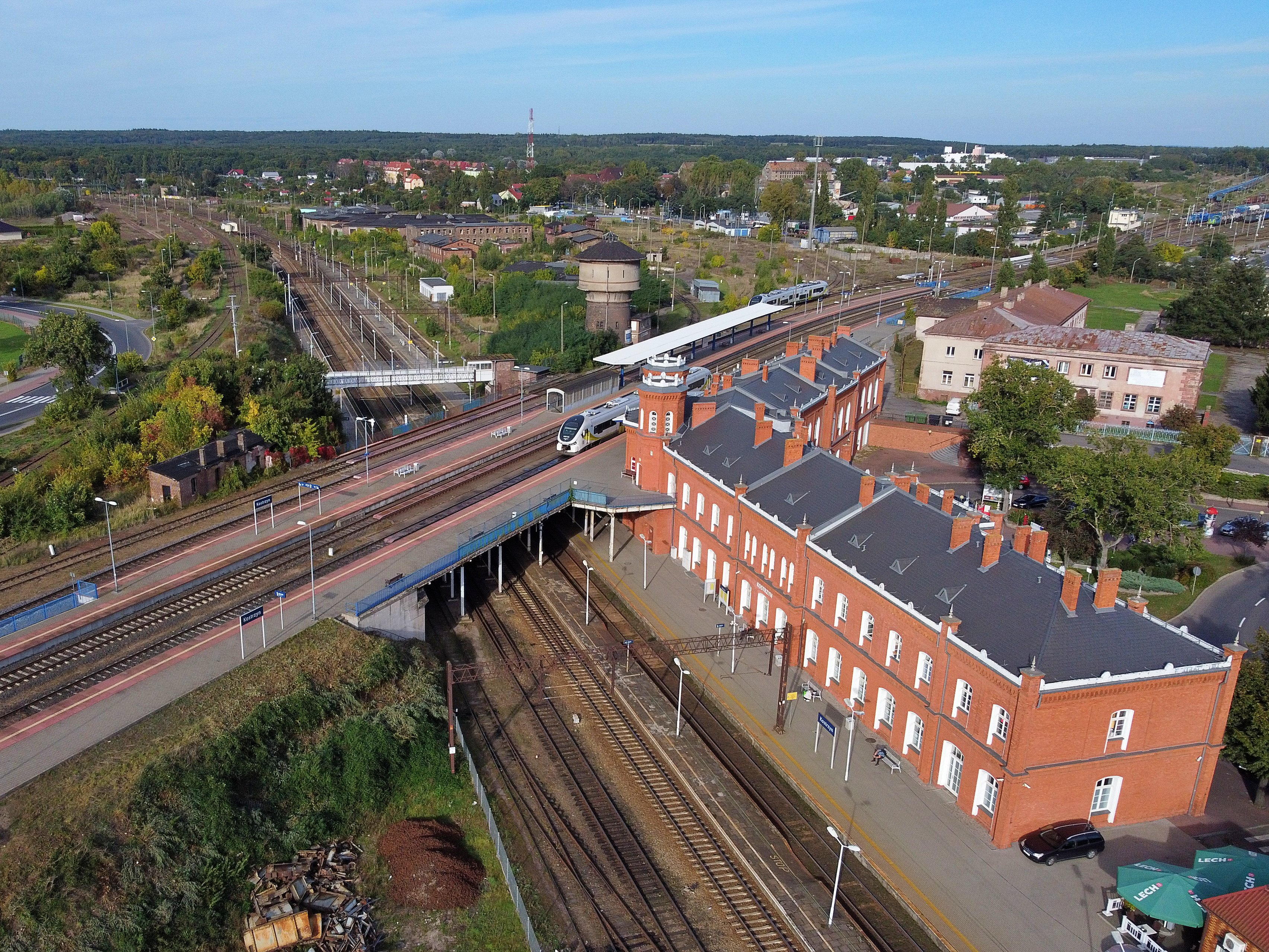
Dwupoziomowy dworzec kolejowy w Kostrzynie

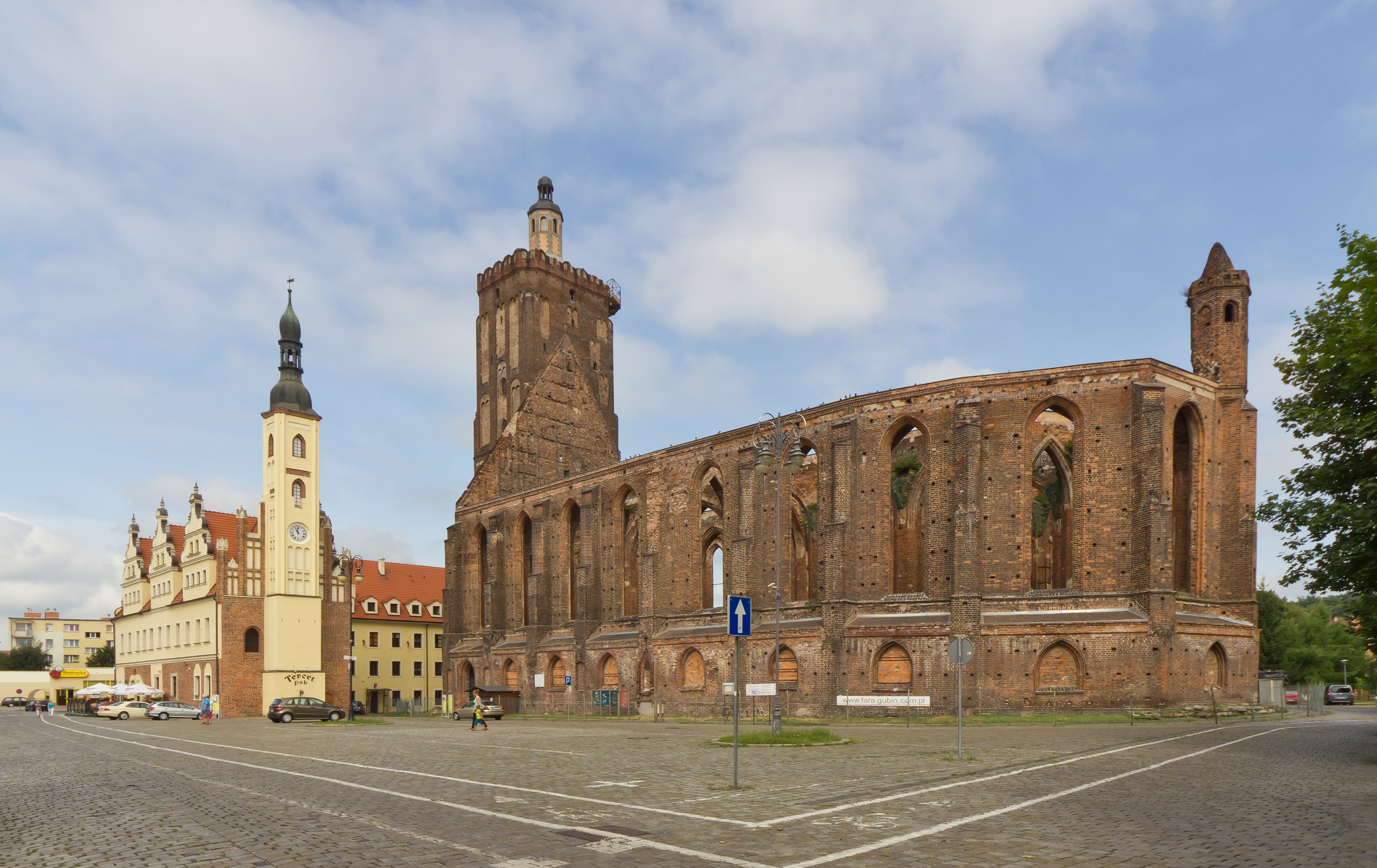
Ruiny gubińskiej fary i ratusz

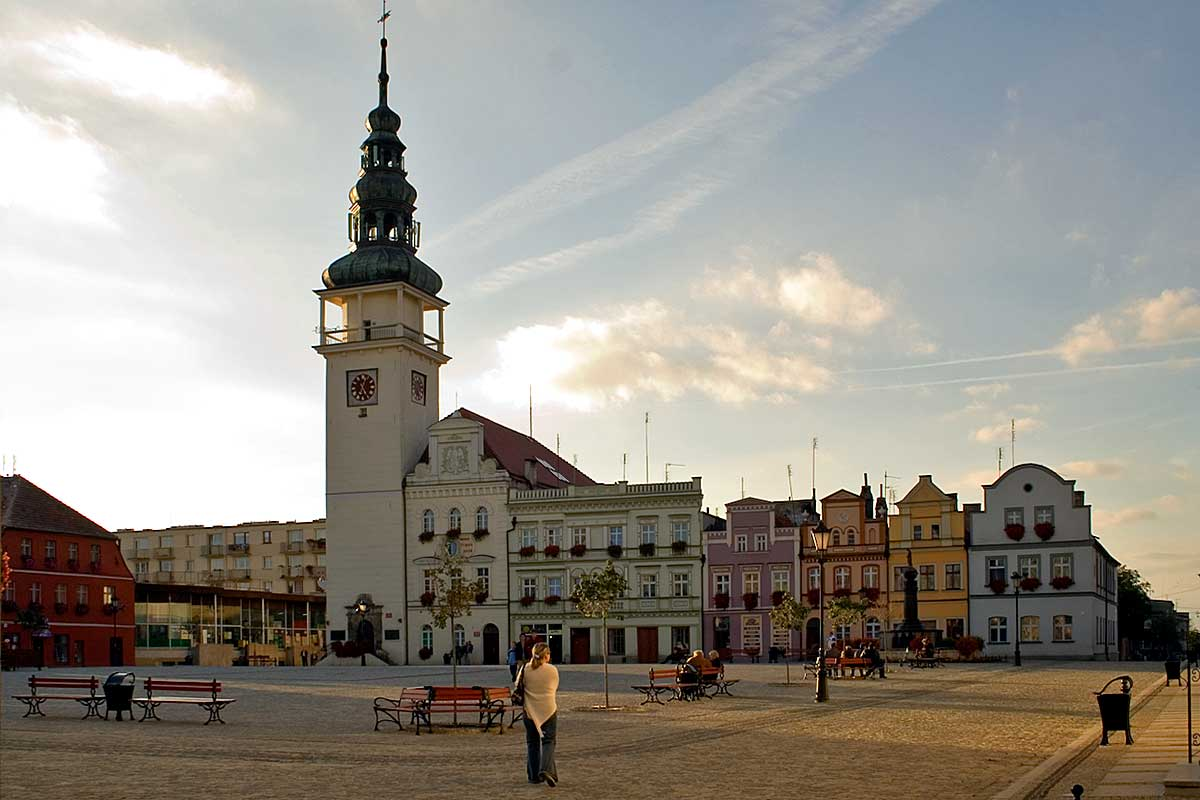
Rynek w Bytomiu Odrzańskim

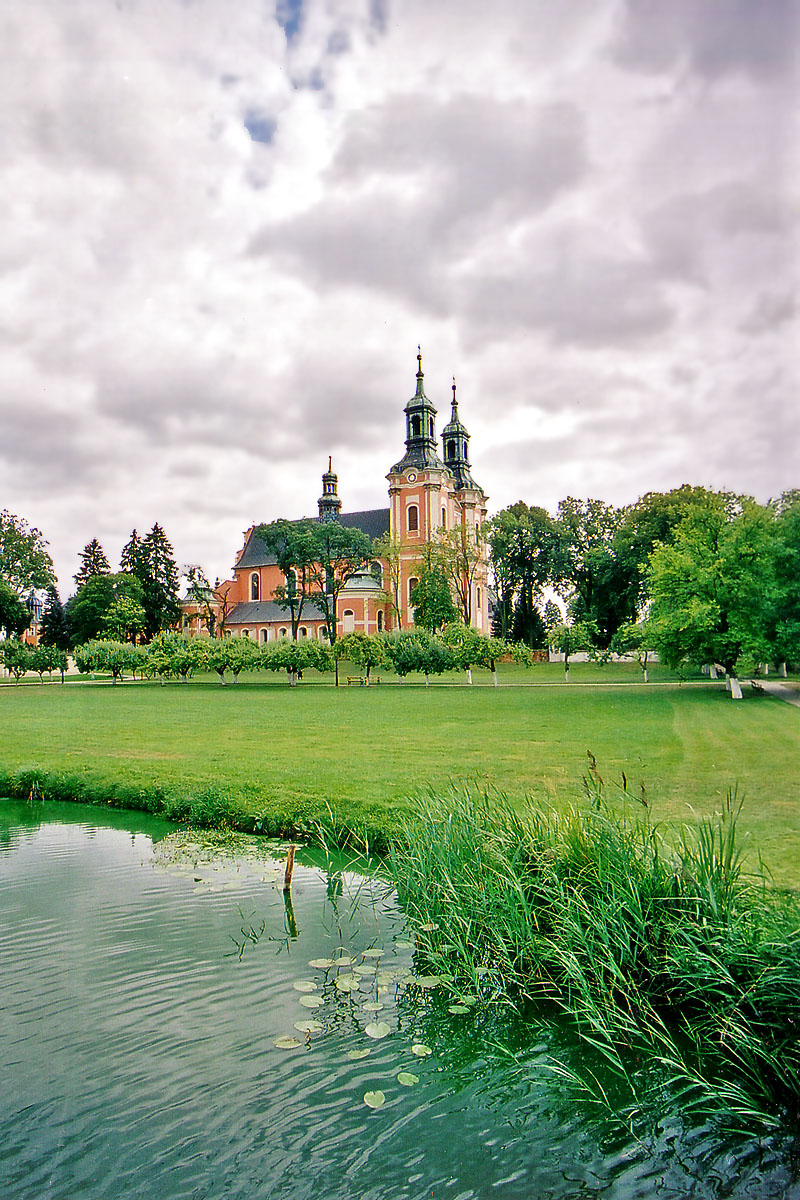
Zespół klasztorny opactwa cysterskiego w Paradyżu

### Transport drogowy
Według danych na dzień 31 grudnia 2015, na terenie województwa lubuskiego było 14 975,7 km dróg publicznych, w tym: 906,2 km dróg krajowych (z czego 89,2 km autostrad i 142,4  km dróg ekspresowych), 1 604,9 km dróg wojewódzkich, 4 151,5 km powiatowych i 8 313,1 km gminnych.
| Droga  | Trasa | Obecna długość w województwie | Uwagi                                                                      |
| ------ | --- | ----------------------------- | -------------------------------------------------------------------------- |
| A2E30  | granica państwa z Niemcami – Świecko/Słubice – Rzepin – Torzym – Poznań – Łódź – Warszawa (węzeł „Konotopa”) – ... – Warszawa (węzeł „Lubelska”) – Biała Podlaska – Kukuryki – granica państwa z Białorusią       | 92 km                         | Istniejące odcinki: Świecko – Warszawa (węzeł Konotopa); Majdan – Kałuszyn |
| S3E65  | Świnoujście – Szczecin A6 (węzeł „Rzęśnica”) – ... – Szczecin A6 (węzeł „Klucz”) – Gorzów Wielkopolski – Międzyrzecz – Świebodzin – Sulechów – Zielona Góra – Nowa Sól – A4 (Legnica) – Lubawka – granica państwa | 184 km                        |                                                                            |
| 12     | granica państwa z Niemcami – Łęknica – Żary – Żagań – S3 (węzeł „Głogów Zachód”) – Głogów – Leszno – Kalisz – Radom – Lublin – Dorohusk – granica państwa z Ukrainą                                               | 105 km                        |                                                                            |
| A18E36 | granica państwa z Niemcami – Olszyna – Iłowa – Golnice – Krzyżowa | 71 km                         |                                                                            |
| 22     | granica państwa z Niemcami – Kostrzyn nad Odrą – Słońsk – Krzeszyce – Gorzów Wielkopolski – Strzelce Krajeńskie – Dobiegniew – Malbork – Elbląg – Grzechotki – granica państwa z Rosją                            | 122 km                        |                                                                            |
| 24     | Pniewy – Przytoczna – Skwierzyna – Wałdowice (rondo) | 46 km                         |                                                                            |
| 27     | granica państwa – Przewóz – Żary – Nowogród Bobrzański – Zielona Góra | 68 km                         | –                                                                          |
| 29     | granica państwa – Słubice – Cybinka – Krosno Odrzańskie – Połupin 32 | 58 km                         | –                                                                          |
| 31     | Szczecin – Gryfino – Mieszkowice – Kostrzyn nad Odrą – Górzyca – Słubice | 38 km                         | –                                                                          |
| 32     | granica państwa z Niemcami – Gubinek/Gubin – Zielona Góra – Sulechów – Kargowa – Wolsztyn – Stęszew | 104 km                        |                                                                            |
| 92     | Rzepin – Torzym – Świebodzin – Poznań – Konin – Mory – ... – Mińsk Mazowiecki – Ryczołek | 78 km                         | Dawna droga krajowa nr 2                                                   |

- Drogowe i piesze mosty graniczne:
  - Kostrzyn nad Odrą – Küstrin-Kietz – w ciągu drogi krajowej nr 22
  - Słubice – Frankfurt nad Odrą – w ciągu drogi krajowej nr 29
  - Świecko/Słubice – Frankfurt nad Odrą – w ciągu autostrady A2
  - Gubin – Guben – w ciągu drogi wojewódzkiej nr 138
  - Gubinek/Gubin – Guben – w ciągu drogi krajowej nr 32
  - Zasieki – Forst – w ciągu drogi wojewódzkiej nr 289
  - Olszyna – Forst – w ciągu drogi krajowej nr 18
  - Łęknica – Bad Muskau – w ciągu drogi krajowej nr 12
  - Łęknica – Bad Muskau (Park Mużakowski) (most pieszy i rowerowy)
  - Przewóz – Podrosche – w ciągu drogi krajowej nr 27

### Transport kolejowy
- linie kolejowe (czynne):
  - Berlin – Frankfurt nad Odrą – Słubice – Rzepin – Świebodzin – Zbąszynek – Poznań Gł.
  - Szczecin Gł. – Kostrzyn nad Odrą – Zielona Góra
  - Zielona Góra – Wrocław Gł.
  - Szczecin Gł. – Dobiegniew – Krzyż – Poznań Gł.
  - Cottbus (Chociebuż) – Wrocław Gł.
  - Berlin – Kostrzyn nad Odrą – Gorzów Wielkopolski – Krzyż – Piła Gł.
  - Gubin – Czerwieńsk
  - Zielona Góra – Zbąszynek
  - Zielona Góra – Żary – Węgliniec
  - Żagań – Lubsko (tylko linia towarowa)
  - Gorzów Wielkopolski – Zbąszynek
  - Żagań – Głogów – Leszno – Ostrów Wlkp. – Łódź Kaliska (Niegosławice – Głogów tylko linia towarowa)
- Kolejowe mosty graniczne:
  - Kostrzyn nad Odrą – Küstrin-Kietz
  - Słubice – Frankfurt nad Odrą
  - Gubin – Guben
  - Zasieki – Forst

### Tabor kolejowy
Województwo lubuskie jest właścicielem 23 pojazdów, z których większość stanowi 20 spalinowych zespołów trakcyjnych oraz autobusy szynowe i trzy elektryczne zespoły trakcyjne ED78 wyprodukowanych przez Newag. Wszystkie składy będące własnością urzędu marszałkowskiego są obsługiwane przez państwowego przewoźnika Polregio.
| Seria | Typ    | Numery               | Liczba | Producent             |        |
| ----- | ------ | -------------------- | ------ | --------------------- | ------ |
| ED78  | 31WE   | 010, 014, 016        | 3      | Newag                 |        |
| SA95  | 36WEhd | 001 ÷ 002            | 2      | Newag                 | [ 55 ] |
| SA105 | 213Ma  | 101 ÷ 102, 104 ÷ 105 | 4      | ZNTK Poznań           |        |
| SA108 | 215M   | 006                  | 1      | ZNTK Poznań           |        |
| SA133 | 218Mc  | 003, 006 ÷ 008       | 4      | Pesa                  |        |
| SA134 | 218Mc  | 020 ÷ 021            | 2      | ZNTK Mińsk Mazowiecki |        |
| SA137 | 220M   | 005                  | 1      | Newag                 |        |
| SA139 | 223M   | 003 ÷ 006, 031 ÷ 032 | 6      | Pesa                  | [ 56 ] |

### Transport wodny śródlądowy
- drogi wodne:
  - Odra
  - Warta
  - Noteć
  - Nysa Łużycka (od Gubina w dół rzeki)
  - Kanał Odra-Sprewa
- porty i ważniejsze przystanie śródlądowe:
  - Bytom Odrzański
  - Cigacice
  - Drezdenko
  - Gorzów Wielkopolski
  - Kostrzyn nad Odrą
  - Krosno Odrzańskie
  - Nowa Sól
  - Santok
  - Słubice
- przeprawy promowe
  - Milsko przez Odrę w ciągu drogi wojewódzkiej nr 282
  - Pomorsko przez Odrę w ciągu drogi wojewódzkiej nr 281
  - Brody przez Odrę w ciągu drogi wojewódzkiej nr 280
  - Połęcko przez Odrę w ciągu drogi wojewódzkiej nr 138
  - Oksza przez Wartę w ciągu drogi powiatowej

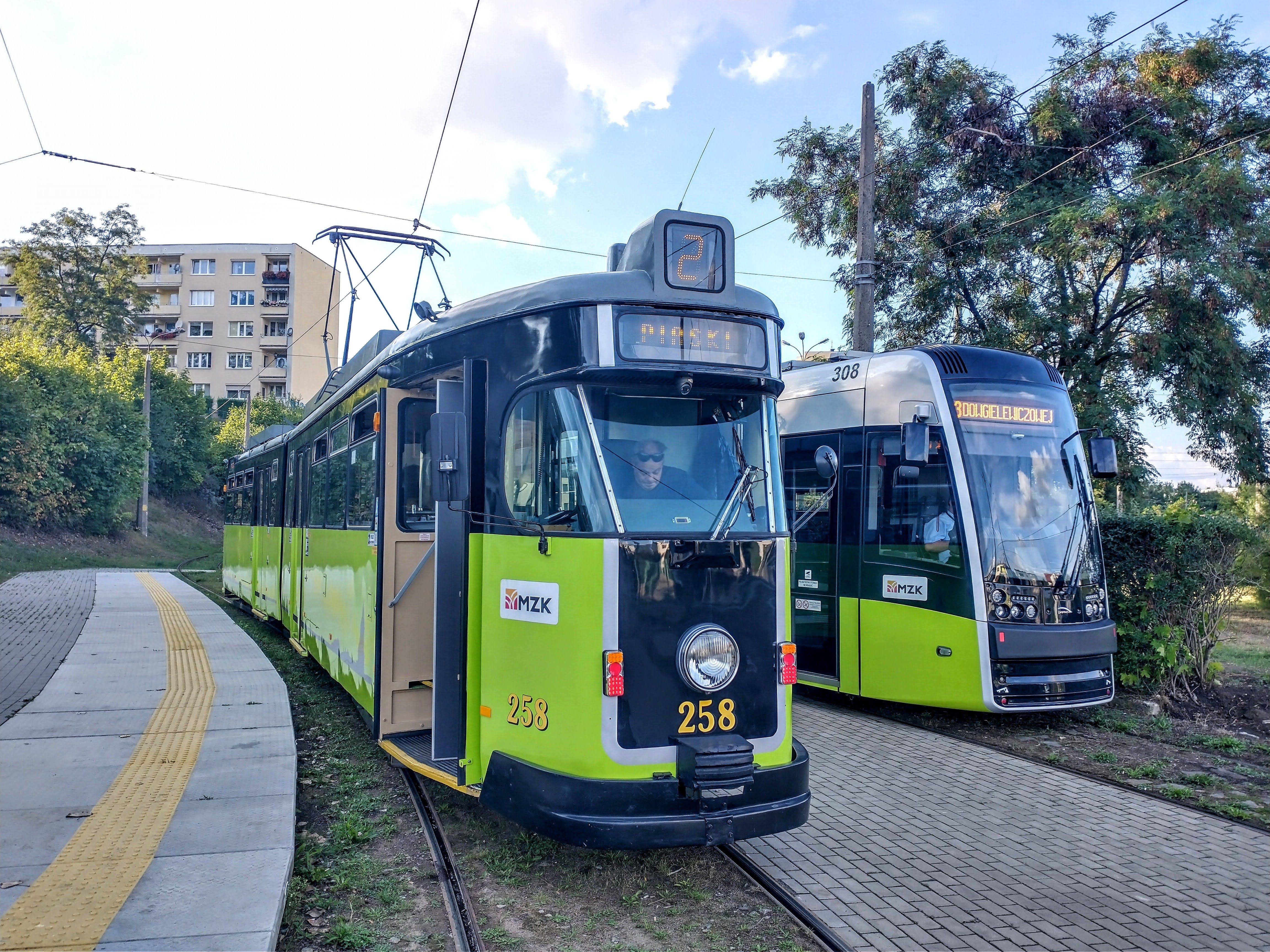
Tramwaje w Gorzowie Wielkopolskim

  - Santok przez Wartę – sezonowo

### Transport lotniczy
- Port lotniczy Zielona Góra-Babimost
- Lotnisko Aeroklubu Ziemi Lubuskiej w Zielonej Górze-Przylepie
- Leśna baza lotnicza Lasów Państwowych w Lipkach Wielkich
- Lotnisko prywatne w Trzebiczu Nowym k. Drezdenka
- Lotniska w Tomaszowie k. Żagania i Wiechlicach k. Szprotawy

## Sport

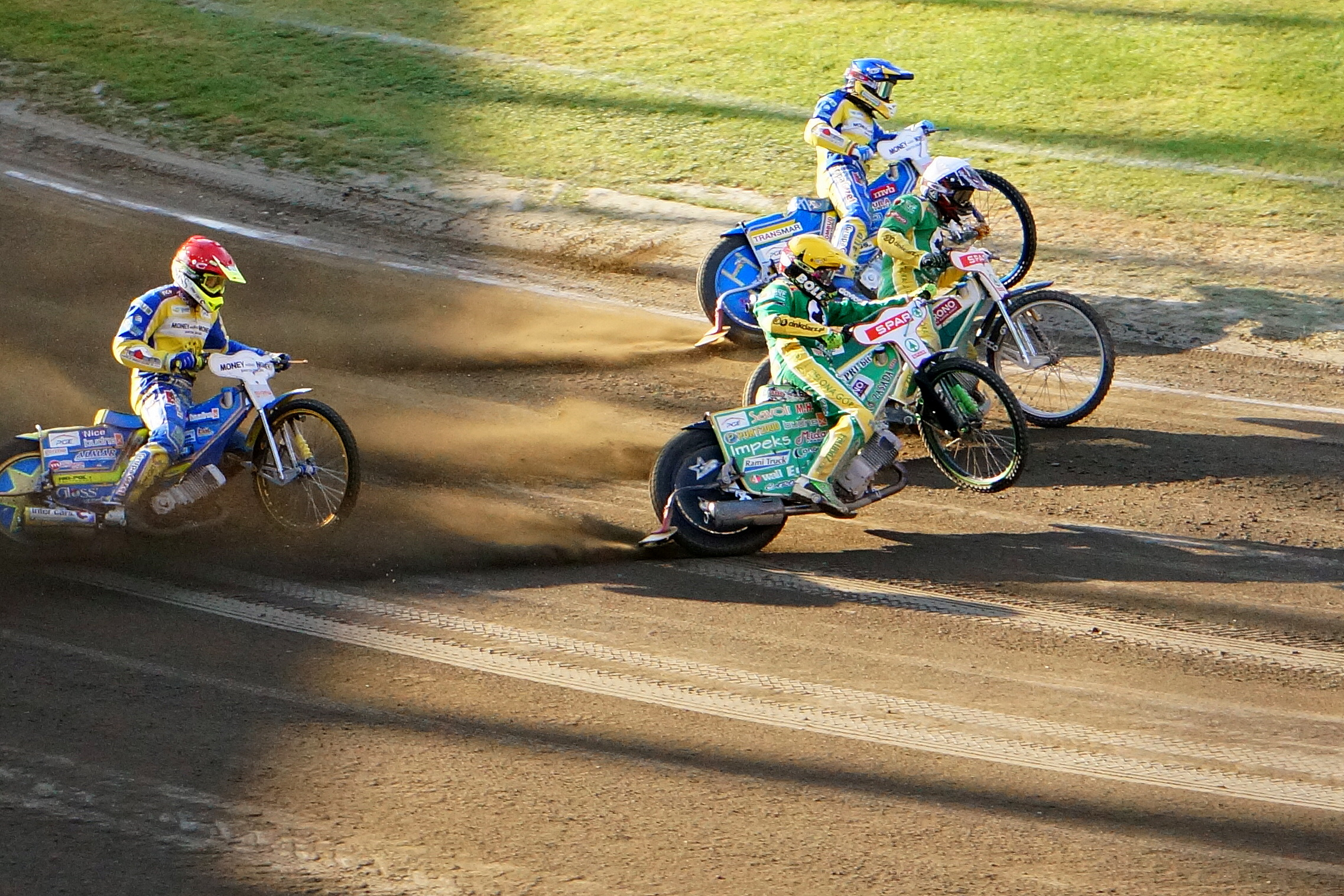
Derby województwa lubuskiego pomiędzy Stalą i Falubazem

Najpopularniejszym sportem w województwie jest żużel reprezentowany przez dwa kluby – Stal Gorzów Wielkopolski i Falubaz Zielona Góra, mecze pomiędzy tymi zespołami nazywane są Derbami Ziemi Lubuskiej. Popularnym sportem na terenie województwa jest piłka nożna – reprezentowana przez m.in. Stilon Gorzów Wielkopolski, Lechię Zielona Góra, Wartę Gorzów Wielkopolski, Dozamet Nowa Sól, Polonię Słubice, Promień Żary czy Czarnych Żagań. Dużą popularnością cieszy się również koszykówka – w Zielonej Górze męski zespół Zastalu, natomiast w Gorzowie Wielkopolskim żeński zespół AZS AJP i męski zespół Kangoo Basket. Koszykarskie zespoły istnieją również w innych miastach. W lubuskim istnieją także kluby siatkarskie m.in. Olimpia Sulęcin, Orzeł Międzyrzecz czy Orion Sulechów, piłki wodnej – GKPW-59 Gorzów Wielkopolski i Alfa Gorzów Wielkopolski, tenisa stołowego – ZKS Drzonków-Zielona Góra i Gorzovia Gorzów Wielkopolski. Poza tym istnieją kluby: piłki ręcznej, kajakarskie, wioślarskie, pływackie, lekkoatletyczne, sztuk walki, akrobatyki sportowej, tenisa, futbolu amerykańskiego, rugby, unihokeja, kolarskie, łucznicze, strzeleckie, szachowe, jeździeckie, golfowe, speedrowerowe, miniżużla i aeroklub.

## Media
Największe media o zasięgu regionalnym:
- TVP3 Gorzów Wielkopolski – siedziba w Gorzowie Wielkopolskim oraz redakcja zamiejscowa w Zielonej Górze
- Radio Zachód – siedziba w Zielonej Górze oraz redakcja zamiejscowa w Gorzowie Wielkopolskim
- Gazeta Lubuska – siedziba w Zielonej Górze oraz redakcja zamiejscowa w Gorzowie Wielkopolskim
- Gazeta Wyborcza – oddziały w Zielonej Górze i w Gorzowie Wielkopolskim